# Бернард Шоу
Джордж Бернард Шоу (англ. George Bernard Shaw; 26 липня 1856 — 2 листопада 1950), відомий за його наполяганням, просто як Бернард Шоу — ірландський драматург, критик, публіцист та політичний активіст, чий вплив на західні театр, культуру і політику тривав від 1880-х років і не припинився після смерті. Автор понад шістдесяти п'єс, зокрема таких визначних творів як Людина й надлюдина (1902), «Пігмаліон» (1912) і «Свята Іоанна (1923). Працюючи в жанрах сучасної сатири та історичної алегорії, він став провідним драматургом свого покоління і 1925 року одержав Нобелівську премію з літератури. Заперечував Голодомор в окупованій більшовиками Україні.
Саме Б. Шоу разом із Г. Ібсеном був «батьком» гостросоціальної, інтелектуальної драми, «драми ідей». На новій основі традиції ібсенівського театру, Б. Шоу створив неповторно своєрідну драматургічну систему.
Уродженець Дубліна, 1876 року Шоу переїхав до Лондона, де намагався зарекомендувати себе як письменник-прозаїк, і взявся за ґрунтовну самоосвіту. До середини 1880-х років став авторитетним театральним і музичним критиком. Зацікавившись політикою, приєднався до товариства Фабіана, що сповідувало градуалізм, і став його найвидатнішим памфлетистом. Ранні твори не мали особливого успіху, а визнання йому принесла п'єса Зброя та людина 1894 року. Під впливом Генріка Ібсена прагнув запровадити новий реалізм в англійську драму. П'єси використовував як засіб поширення своїх політичних, соціальних і релігійних ідей. На початок ХХ століття його репутація як драматурга укріпилась завдяки низці творів, що досягли успіху серед критиків і глядачів, наприклад, «Майор Барбара», «Лікар перед дилемою» та «Цезар і Клеопатра».
Шоу часто висловлював суперечливі думки: пропагував євгеніку і реформу абетки, виступав проти вакцинації та організованої релігії. Однаковою мірою засудив обидві протиборчі сторони в Першій світовій війні і цим впав у загальну немилість. Хоча письменник і не був ірландським республіканцем, але різко засуджував післявоєнну британську політику щодо Ірландії. Ця позиція не мала тривалого впливу на його авторитет чи продуктивність як драматурга. У міжвоєнні роки й далі писав п'єси, часто досить сміливі, утім тільки деякі з них досягли успіху. 1938 року він написав сценарій для екранізованої версії «Пігмаліона», за який одержав Оскар.
Шоу не припиняв цікавитись політикою і вести активну полеміку. Наприкінці 1920-х років він здебільшого відмовився від фабіанського градуалізму й став підтримувати диктатури правого і лівого спрямування — захоплювався і Муссоліні, і Сталіним. Не прийняв жодної державної нагороди, зокрема, Ордену Заслуг 1946 року. Помер у 94 роки.
Науковці та критики по-різному оцінюють творчість Шоу, хоча в переліку британських драматургів його регулярно ставлять на друге місце після Вільяма Шекспіра. Дослідники визнають його потужний вплив на кілька поколінь англомовних драматургів. Словом «шовіанський» позначають ідеї подібні до тих, що їх сповідував Шоу, й засоби їхнього вираження.
На українській сцені вперше ставив п'єси Шоу Лесь Курбас у «Молодому театрі» («Кандіда», 1918) й Театрі ім. Т. Шевченка («Учень диявола», 1922); пізніше в Театрі ім. І. Франка поставили «Святу Йоанну» (1924) й «Учень диявола» (1948).

## Життєпис

### Ранні роки

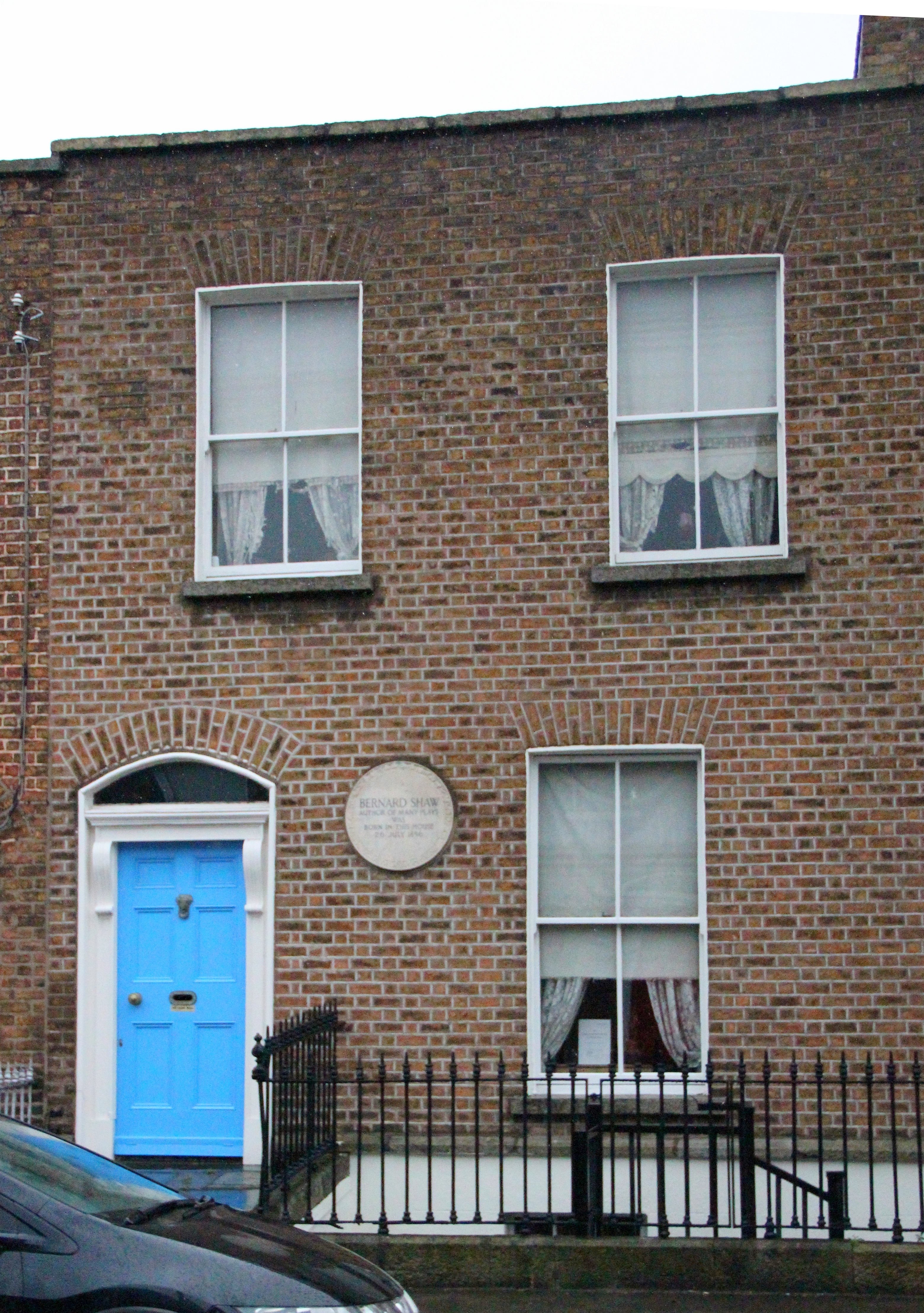
Місце, де народився Шоу (світлина 2012 року). На табличці написано «Бернард Шоу, автор багатьох п'єс, народився в цьому будинку 26 липня 1856 року».

Джордж Бернард Шоу народився 26 липня 1856 року на вулиці Аппер-Синдж, 3 у дрібнобуржуазному районі Дубліна Портобелло. Наймолодша дитина (і єдиний син) у сім'ї Джорджа Карра Шоу (1814—1885) і Люсінди Елізабет Шоу (до шлюбу Ґарлі;1830–1913). Мав двох старших сестер: Люсінду Френсіс (1853—1920) та Елінор Аґнес (1855—1876). Сім'я Шоу походила з Англії та належала до протестантів, що панували в Ірландії. Джордж Карр Шоу був алкоголіком-невдахою. Родичі знайшли йому синекуру на державній службі. На початку 1850-х років він вийшов на пенсію і підробляв торгівлею зерном. 1852 року Джордж Карр одружився з Бессі Ґарлі. На думку Майкла Голройда, біографа Шоу, вона одружилася, щоб позбутися деспотичної двоюрідної бабусі. Якщо, як припускає Голройд та інші дослідники, Джордж Карр мав корисливі мотиви, то він розчарувався, оскільки Бессі успадкувала лише невелику частину родинного статку. Вона стала зневажати свого нікчемного і часто п'яного чоловіка, з яким, зі слів сина, прожила «збідніло-аристократичне» життя.
На момент народження сина Бессі вже зблизилася з Джорджем Джоном Лі, яскравою особистістю, добре відомою в дублінських музичних колах. Упродовж життя письменника не покидала нав'язлива ідея, що Лі міг бути його біологічним батьком. Думки дослідників творчості Шоу щодо цього розходяться. Мати не була суворою із сином, хоча він пізніше згадував, що її байдужість та відсутність ласки глибоко його ранили. Майбутній письменник знайшов утіху в музиці, що заполонила дім. Лі був диригентом і вчителем співів, Бессі мала чудовий мецо-сопрано і на неї дуже вплинув неортодоксальний метод вокалізації, що сповідував Лі. Музика постійно звучала в домі Шоу, й там часто збиралися співаки та музиканти.
1862 року Лі з сім'єю Шоу почали співмешкати у будинку № 1 по вулиці Гетч-Стріт у багатому районі Дубліна. Вони також мали заміський котедж на Долкі-Гілл з виглядом на затоку Кілліні Бей . Дублінські нетрі бентежили й засмучували чутливого Бернарда, так що котедж став його прихистком. Учні Джорджа Лі часто давали юному Шоу книжки, а він читав їх запоєм. Отож, він не лише здобув ґрунтовні музичні знання хорових і оперних творів, а й познайомився з різноманітною літературою.
Середню освіту юнак здобув у Дубліні. Між 1865 і 1871 роками він змінив чотири школи, і всі їх зненавидів. Шкільний досвід розчарував його у формальній освіті: «Школи та вчителі», писав він згодом, — це «тюрми з наглядачами, де тримають дітей, аби батьки позбулись тягаря турбот і відповідальності». У жовтні 1871 року він покинув школу і в п'ятнадцять років почав працювати молодшим клерком у дублінській земельній конторі. Там він старанно працював і його швидко підвищили до головного касира. У цей час хлопця знали як «Джорджа Шоу», а з 1876 року він опустив «Джордж» і підписувався «Бернард Шоу».
У червні 1873 року Лі вирушив з Дубліна до Лондона і більше не повернувся. Два тижні по тому Бессі вирушила за ним, забравши з собою обох дочок. Поведінку матері Шоу пояснював тим, що без фінансової підтримки Лі їхнє спільне господарство не змогло б існувати далі. Бернард залишився разом з батьком у Дубліні, а відсутність музики в домі замістив самостійним опануванням гри на фортепіано.

### Лондон
На початку 1876 року Шоу дізнався від матері, що Агнес помирає від туберкульозу. Він звільнився з посади земельного агента і в березні вирушив до Англії на її похорон. Він більше ніколи не жив у Ірландії і не їздив туди впродовж двадцяти дев'яти років.
Спочатку Шоу відмовлявся шукати канцелярську роботу в Лондоні. Мати дозволила йому жити безкоштовно у своєму будинку в Південному Кенсінґтоні, та він все ж потребував заробітку. Він вже полишив підліткову мрію стати художником, але ще не думав про те, щоб заробляти на прожиття письменництвом. Однак Лі знайшов йому підробіток — літературного негра — від імені Лі вести музичну колонку в сатиричному тижневику The Hornet. Стосунки Лі з Бессі погіршали після їхнього переїзду до Лондона. Проте Шоу й далі підтримував зв'язок з Лі, який знайшов йому роботу репетиційним піаністом і співаком на заміну.
Зрештою Шоу довелось найнятись на офісну роботу. У цей час майбутній письменник одержав читацький квиток до читальної зали Британського музею (попередниці Британської бібліотеки) й проводив там більшість робочих днів: читав і писав. Його проба пера як драматурга припадає на 1878 рік. Це була сатирична п'єса на релігійну тему, написана білим віршем. Цей твір він покинув незавершеним, як і перший роман. Перший його завершений роман, «Недосвідченість» (1879), через надмірну похмурість не зацікавив видавців, і його не публікували аж до 1930-х років. Нетривалий час (у 1879—1880 роках) він працював у новоствореній Edison Telephone Company і, як і в Дубліні, його одразу ж підвищили по службі. Втім, коли фірма Едісона об'єдналася з конкурентом Bell Telephone Company, то Шоу вирішив не переходити на роботу в нову організацію. Відтак він вирішив стати професійним письменником.
Протягом наступних чотирьох років письменництво приносило Шоу мізерний дохід, і його утримувала мати. 1881 року заради економії, та й через принцип, він став вегетаріанцем. Він відростив бороду, щоби приховати на обличчі шрам від віспи. Він написав ще два романи поспіль: «Ірраціональний зв'язок» (1880) і «Кохання серед артистів» (1881), але жоден з них не знайшов видавця; кілька років по тому їх опубліковано частинами в соціалістичному журналі Our Corner.
1880 року Шоу почав відвідувати збори товариства Zetetical, метою якого був «пошук істини в усіх питаннях, що зачіпають інтереси людства». Тут він познайомився з Сідні Веббом — молодшим державним службовцем, що, як і Шоу, займався самоосвітою. Попри відмінність стилю і темпераменту, вони швидко розпізнали позитивні риси один одного й стали друзями на все життя. Шоу пізніше згадував: «Ти знав усе, чого я не знав, а я знав усе, чого ти не знав … нам було чого навчитися один в одного і вистачило для цього мізків».

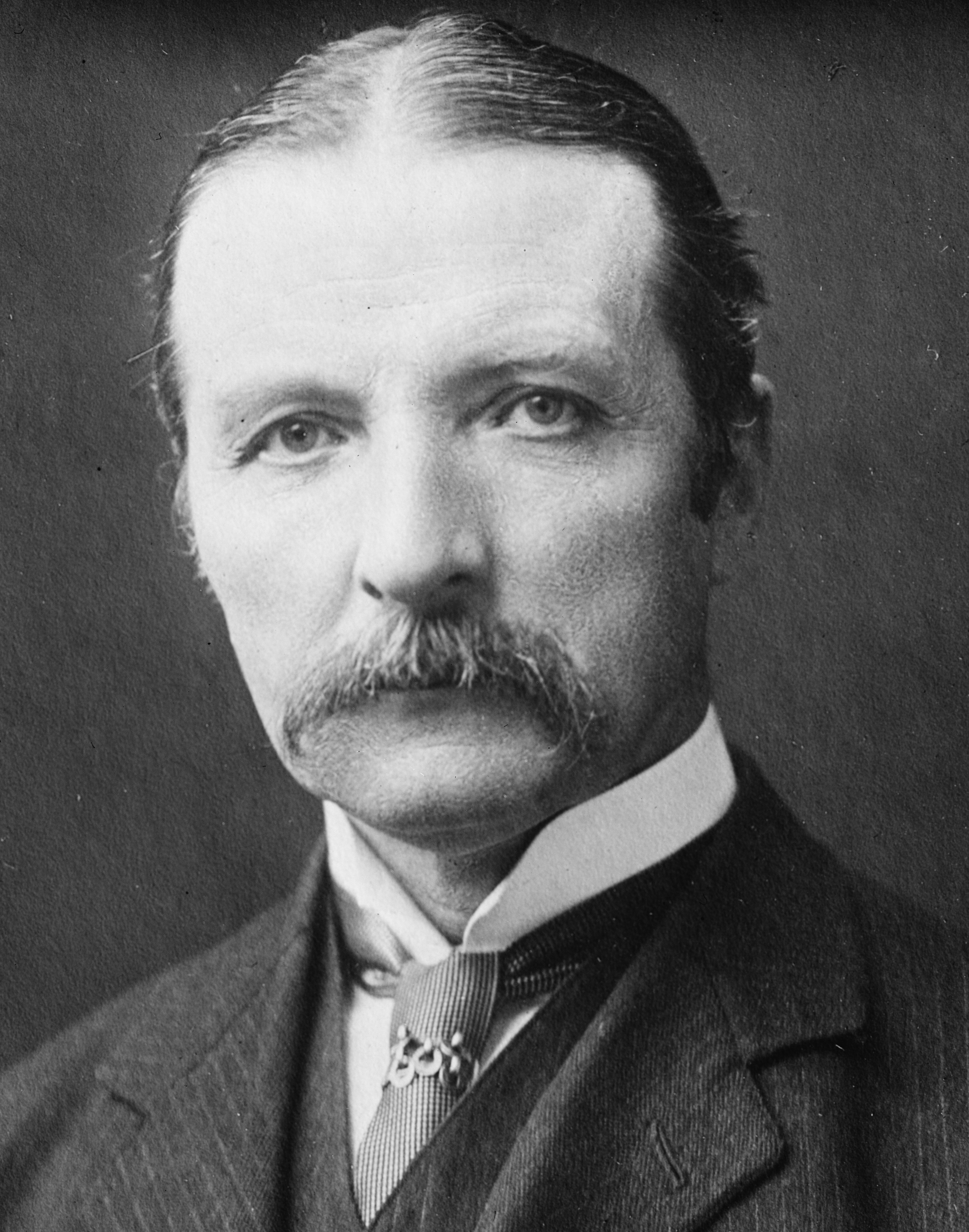
Вільям Арчер, колега і благодійник Шоу

Наступною спробою Шоу писати драму стала п'єса на одну дію французькою мовою «Un Petit Drame», написана 1884 року, але не опублікована за життя драматурга. Того самого року критик Вільям Арчер запропонував співпрацю: Арчер пише сюжет, а Шоу — діалоги. Проєкт застопорився, але згодом, 1892 року, на основі чернетки Шоу написав п'єсу «Вдівцеві будинки», а знайомство з Арчером виявилось дуже важливим для кар'єри письменника.

### Політичне пробудження: марксизм, соціалізм, Фабіанське товариство
5 вересня 1882 Шоу відвідав збори в Меморіальній залі (Фаррінгдон), що їх скликав політичний економіст Генрі Джордж. Потім Шоу прочитав книгу Джорджа «Прогрес і бідність», яка пробудила в ньому інтерес до економіки. Він почав відвідувати засідання Соціал-демократичної Федерації (СДФ), де відкрив для себе твори Карла Маркса, і більшу частину 1883 року читав Капітал. Утім, засновник СДФ Генрі Гайндман не справив враження на письменника, він йому видався самовладним, норовистим і без лідерських якостей. Шоу сумнівався в здатності СДФ залучити робочий клас до ефективного радикального руху й не вступив до цієї організації, бо волів, за його словами, працювати зі своєю інтелектуальною рівнею.
Прочитавши трактат «Чому багато бідних?», який видало нещодавно створене Товариство Фабіана, Шоу побував на наступних розрекламованих зборах цієї організації 16 травня 1884 року. У вересні увійшов до складу товариства, а до кінця року підготував його перший маніфест, опублікований під назвою Фабіанський трактат № 2. У січні 1885 року увійшов до виконавчого комітету товариства і пізніше того самого року залучив до нього Вебба, а також блискучу ораторку Анні Безант.
Шоу, Фабіанський трактат № 2: A Manifesto (1884).
З 1885 по 1889 рік Шоу ходив на щодвотижневі збори Британської економічної асоціації. Це був, за спостереженням Голройда, «період найбільшого наближення Шоу до університетської освіти.» Цей досвід змінив його політичні ідеї: він відійшов від марксизму і став поборником градуалізму. Коли в 1886—1887 роках фабіанці обговорювали, чи варто прийняти анархізм, який обстоювали Шарлотта Вілсон, Безант та інші, то Шоу разом з більшістю відкинув цей підхід. Після того, як 13 листопада 1887 року влада жорстоко розігнала мітинг на Трафальгар-сквер («кривава неділя»), Шоу вже не покладав сподівань на прямі сутички з поліцією. Відтак він багато в чому погодився з принципом «проникнення», прихильником якого був Вебб: згідно з ним соціалізм найлегше встановити шляхом проникнення людей та ідей у наявні політичні партії.
Протягом 1880-х років Фабіанське товариство залишалося невеликим, його заклик до поміркованості часто заглушували різкіші голоси. На передній план його вивела публікація 1889 року «Фабіанських есе про соціалізм» під редакцією Шоу, який також написав два з цих есе. У другому з них, під назвою «Перехід», докладно розглянуто аргументи на користь градуалізму і проникнення, й стверджено, що «потреба в обережних і поступових змінах має бути очевидною всім». 1890 року Шоу написав трактат № 13, «Що таке соціалізм», — перегляд більш раннього трактату, в якому Шарлотта Вілсон визначила соціалізм в анархістських термінах. У цій новій версії Шоу запевнив читачів, що «соціалізм можна досягнути абсолютно конституційним робом за допомогою демократичних інституцій».

### Прозаїк і критик
Середина 1880-х років стала поворотним моментом у житті Шоу, що особистому, що професійному: він втратив невинність, мав два опубліковані романи і розпочав кар'єру критика. Він зберігав цнотливість аж до свого двадцять дев'ятого дня народження, коли його нерішучість вдалося подолати Джейн (Дженні) Паттерсон, на кілька років старшій вдові. Їхній роман тривав, не завжди гладко, упродовж восьми років. Інтимне життя Шоу викликало багато спекуляцій і суперечок серед його біографів, але є консенсус, що взаємини з Паттерсон — одні з небагатьох його не платонічних романтичних стосунків.
Шоу спромігся опублікувати ще два романи, які не принесли комерційного успіху, і більше до цього жанру не повертався. Перший з них, «Професія Кешія Байрона», написаний у 1882—1883 роках, вийшов друком 1886 року, що в журналі, що окремою книгою. А другий, «Нетовариський соціаліст», розпочатий і закінчений 1883 року, опубліковано 1884 року окремими випусками в журналі ToDay, а у вигляді книги він з'явився 1887-го.
У 1884—1885 роках завдяки Арчеровим зв'язкам Шоу публікував у лондонських газетах критичні статті про книги і музику. Коли 1886 року Арчер пішов з посади арткритика журналу «The World», то передав цю посаду Шоу. З-поміж тогочасних митців Шоу найбільше захоплювався постатями Вільяма Морріса і Джона Раскіна, і як критик прагнув дотримуватись їхніх настанов. Під впливом Їхнього наголосу на моралі Шоу відкидав ідею мистецтва заради мистецтва, і наполягав на тому, що все велике мистецтво має бути повчальним.
З-поміж різноманітних критичних оглядів, які Шоу писав у 1880-1890-х роках, найбільше його прославили статті про музику. 1888 року він був помічником музичного критика газети «The Star», а в лютому 1889 року обійняв цю посаду, пишучи під псевдонімом Корно ді Бассетто. У травні 1890 року він повернувся до «The World», і понад чотири роки вів щотижневу колонку під псевдонімом «G.B.S». У редакції Музичного словника Гроува 2016 року Роберт Андерсон пише: «вибрані твори Шоу про музику посідають окреме місце завдяки чудовій англійській мові та текстам, які хочеться читати». У серпні 1894 року Шоу полишив посаду штатного музичного критика, але впродовж усієї кар'єри публікував окремі статті на цю тему, останню — 1950 року.
З 1895 по 1898 рік Шоу працював театральним критиком у газеті «Saturday Review», редактором якої був його друг Френк Гарріс. Як і в «The World», він підписувався «G.B.S». Він виступав проти штучних умовностей і лицемірства у вікторіанському театрі й закликав створювати п'єси реальних ідей і справжніх героїв. На цей час він вже з головою поринув у драматургію: «я зопалу взявся за справу, і замість того, щоб дати їй розвалитися, я підготував докази».

### Драматург і політик: 1890-ті роки
Щоб завершити п'єсу «Вдівцеві будинки», Шоу використав чернетку, напрацьовану 1884 року разом з Арчером. Цей твір двічі ставили в Лондоні в грудні 1892 року. Робота над наступними п'єсами спочатку просувалась повільно: «Зальотник» написано 1893 року, опубліковано 1898-го, а постановки довелося чекати до 1905 року. Так само і п'єса «Професія пані Ворен» (1893) з'явилась за п'ять років до публікації і за дев'ять років до виходу на сцену.

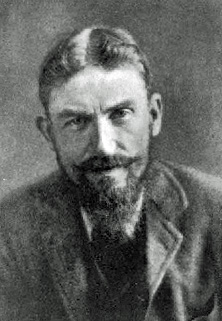
Шоу в 1894 році, коли з'явилась зброя та людина

Перший касовий успіх Шоу принесла вистава «Зброя та людина» (1894), пародійно-руританська комедія, в якій автор висміює романтизацію кохання, військової честі та суспільного становища. В пресі писали, що п'єса задовга, і звинувачували Шоу в посередності, знущанні над героїзмом і патріотизмом, бездушній дотепності, а також у копіюванні стилю Вільяма Швенка Гілберта. Публіка була іншої думки, тож, щоб задовольнити попит, керівники театру влаштували додаткові денні вистави. Спектакль ставили з квітня по липень, возили з гастролями по провінції; він навіть потрапив на нью-йоркську сцену. Серед акторів лондонської постановки була Флоренс Фарр, з якою в 1890—1894 роках Шоу мав романтичні стосунки, що сильно обурювали Дженні Паттерсон.
Успіх Зброї та людини не відразу вдалося повторити. П'єсу Кандіда, де йдеться про дівчину, що робить звичайний романтичний вибір через незвичайні причини, поставили тільки раз у Саут-Шилдсі в 1895 році. 1897 року невелика п'єса про Наполеона під назвою Обранець долі мала єдину постановку в Кройдоні. У 1890-х роках п'єси Шоу були краще відомі на папері, ніж на сцені Вест-енда. Його найбільшим успіхом десятиліття стала історична мелодрама учень диявола, яку поставив Річард Менсфілд у Нью-Йорку в 1897 році. Вона принесла авторові понад 2,000 фунтів роялті.
У січні 1893 року як делегат від Фабіанського товариства Шоу взяв участь у Бредфордській конференції, на якій створено Незалежну робочу партію. Він скептично ставився до нової партії, й не вірив, що вона зможе перевести увагу робітничого класу зі спорту на політику. За його наполяганням на конференції ухвалили резолюції про скасування непрямих податків та оподаткування нетрудових доходів «до вимирання». Повернувшись до Лондона, Шоу написав твір До Наметів своїх, о Ізраїле, який Маргарет Коул у своїй Фабіанській історії назвала «величним філіппіком» проти ліберального уряду меншості, що прийшов до влади в 1892 році. У ньому він шпетив уряд за ігнорування соціальних проблем і зосередження винятково на ірландському гомрулі, питанні, яке, зі слів Шоу, не має стосунку до соціалізму. 1894 року один із прихильників заповів Фабіанському товариству значну суму: Генрі Гант Гатчінсон-Голройд каже про £10,000. Вебб як голова опікунської ради, призначеної для контролю за спадщиною, запропонував використати більшу її частину, щоб заснувати школу економіки і політики. Шоу був проти, бо вважав, що така авантюра суперечить призначенню спадку. Зрештою його переконали підтримати пропозицію, і влітку 1895 року відкрилася Лондонська школа економіки та політичних наук (ЛШЕ).
До кінця 1890-х років Шоу почасти відійшов від політики, щоб шукати слави як драматург. 1897 року його переконали обійняти безконкурентну вакантну посаду «vestryman» (голова церковної ради) в лондонському районі Сент-Панкрас. Принаймні спочатку Шоу насправжки взявся за свої муніципальні обов'язки. Коли 1899 року Лондонський уряд реформували і церковна громада Сент-Панкрас стала Столичним боро Сент-Панкрас, його обрали до складу новоствореної міської ради.
1898 року від перевтоми Шоу подався здоров'ям. Його доглядала Шарлотта Пейн-Таунсенд, заможна англо-ірландка, що їх познайомив Вебб. Минулого року вона запропонувала письменникові одружитися, але той відмовив. Тоді вона стала наполягати, що доглядатиме його в сільському будинку, і Шоу, стурбований можливим скандалом, погодився на шлюб. Церемонія відбулася 1 червня 1898 року в реєстраційному офісі в Ковент-Гардені. Обом нареченим було по сорок одному року. На думку біографа та критика Сент-Джона Ірвайна, «їхнє спільне життя було цілком щасливим». Подружжя не мало дітей, бо, як вважають, між ними ніколи не було інтимного зв'язку. Шоу любив твердити, що це було Шарлоттине бажання, але ця думка менш поширена. У перші тижні шлюбу Шоу був поглинутий написанням марксистського аналізу циклу опер Вагнера Перстень Нібелунга, опублікованого наприкінці 1898 року під назвою Ідеальний Вагнерівець. 1906 року подружжя Шоу знайшло заміський будинок в Айот Сент-Лоренс (Гартфордшир). Вони назвали цей дім «Закуток Шоу» і мешкали там решту життя. Вони й далі утримували лондонську квартиру в Аделфі, а згодом — у Вайтголл корт.

### Успіх вистав: 1900—1914
Перше десятиліття ХХ століття принесло Шоу славу драматурга. 1904 року Джон Юджин Ведренн і Ґарлі Гренвілл-Баркер заснували компанію в театрі Роял-корт на Слоун-сквер (Челсі), щоб ставити сучасну драму. За наступні п'ять років вони поставили чотирнадцять п'єс Шоу. Перша з них, Інший острів Джона Булла, комедія про англійця в Ірландії, привабила провідних політиків, а Едвард VII сміявся так, що аж зламав стілець. Виставу прибрали з дублінського Театру Абатства, боячись, що вона образить глядачів, але згодом, у листопаді 1907 року, показали в дублінському Королівському театрі. Згодом Шоу написав, що Вільям Батлер Єйтс, який був замовником п'єси, «одержав навіть те, на що не сподівався… Вона не відповідала усьому духові нео-гельського руху, схибленого на створенні нової Ірландії згідно зі своїм власним ідеалом, тоді як моя п'єса — це дуже безкомпромісне висвітлення справжньої старої Ірландії». Втім, Шоу і Єйтс були близькі друзі. Єйтс і леді Грегорі марно намагалися переконати Шоу, щоб він обійняв посаду співдиректора Театру Аббатства, яка звільнилася після смерті Джона Сінга в 1909 році. Шоу захоплювався іншими діячами ірландського літературного відродження, зокрема Джорджем Расселлом і Джеймсом Джойсом, і був близьким приятелем Шона О'Кейсі, який, прочитавши п'єсу Інший острів Джона Булла, запалився бажанням самому стати драматургом.
1902 року Шоу завершив п'єсу «Людина й надлюдина». Вона з успіхом йшла 1905 року в театрі Роял-Корт, а також на нью-йоркській сцені в постановці Роберта Лорейна. Серед інших творів Шоу, що їх ставила компанія Ведренна і Ґренвілл-Баркера, були Майор Барбара (1905), в якій протиставлено мораль виробників зброї та Армії Спасіння; Лікарева дилема (1906), переважно серйозна п'єса про професійну етику; а також Цезар і Клеопатра, контрудар Шоу по шекспірівській Антоній і Клеопатра, поставлена в 1906 році в Нью-Йорку, а наступного року в Лондоні.
Тепер успішний і визнаний, Шоу експериментував з нетрадиційними театральними формами, які його біограф Стенлі Вайнтрауб назвав «дискусійною драмою» і «серйозним фарсом». До цих п'єс належать Одруження (прем'єра 1908 року), Викриття Бланко Поснета (1909), Нерівний шлюб (1910), а також Перша п'єса Фанні (1911). Лорд-камергер (офіційний театральний цензор в Англії) заборонив Викриття Бланко Поснета через релігійні мотиви. Натомість п'єсу поставили в Дубліні, й вона збирала повні зали Театру Абатства. Перша п'єса Фанні — комедія про суфражисток, що йшла найдовше з-поміж п'єс Шоу під час першого показу — 622 вистави.
Вистава Андрокл і лев (1912) — не таке єретичне дослідження істинних і хибних релігійних поглядів, як Про постріл Бланко - йшла вісім тижнів у вересні і жовтні 1913 року. Далі була одна з найуспішніших п'єс Шоу, Пігмаліон, написана в 1912 році. 1912 року її поставили у Відні, а незабаром — і в Берліні. Шоу прокоментував: «так уже заведено в англійській пресі, що коли ставлять мою п'єсу, то трублять на весь світ, що це не п'єса — що вона нудна, блюзнірська, непопулярна і фінансово невдала… Так що імпресаріо у Відні та Берліні одразу ж першими запропонували показати мої спектаклі». Британська постановка відкрилась у квітні 1914 року, головні ролі зіграли: сер Герберт Трі — професор фонетики, і місіс Патрік Кемпбелл — квіткарка кокні. У минулому Шоу і Кемпбелл мали романтичні стосунки, що неабияк турбували Шарлотту Шоу, але на момент лондонської прем'єри вони вже закінчились. До липня вистава збирала аншлаги, тоді Трі наполіг на канікулах, і сезон закрили. Затим його партнерка по виставі гастролювала з нею штатами.

### Фабіанські роки: 1900—1913

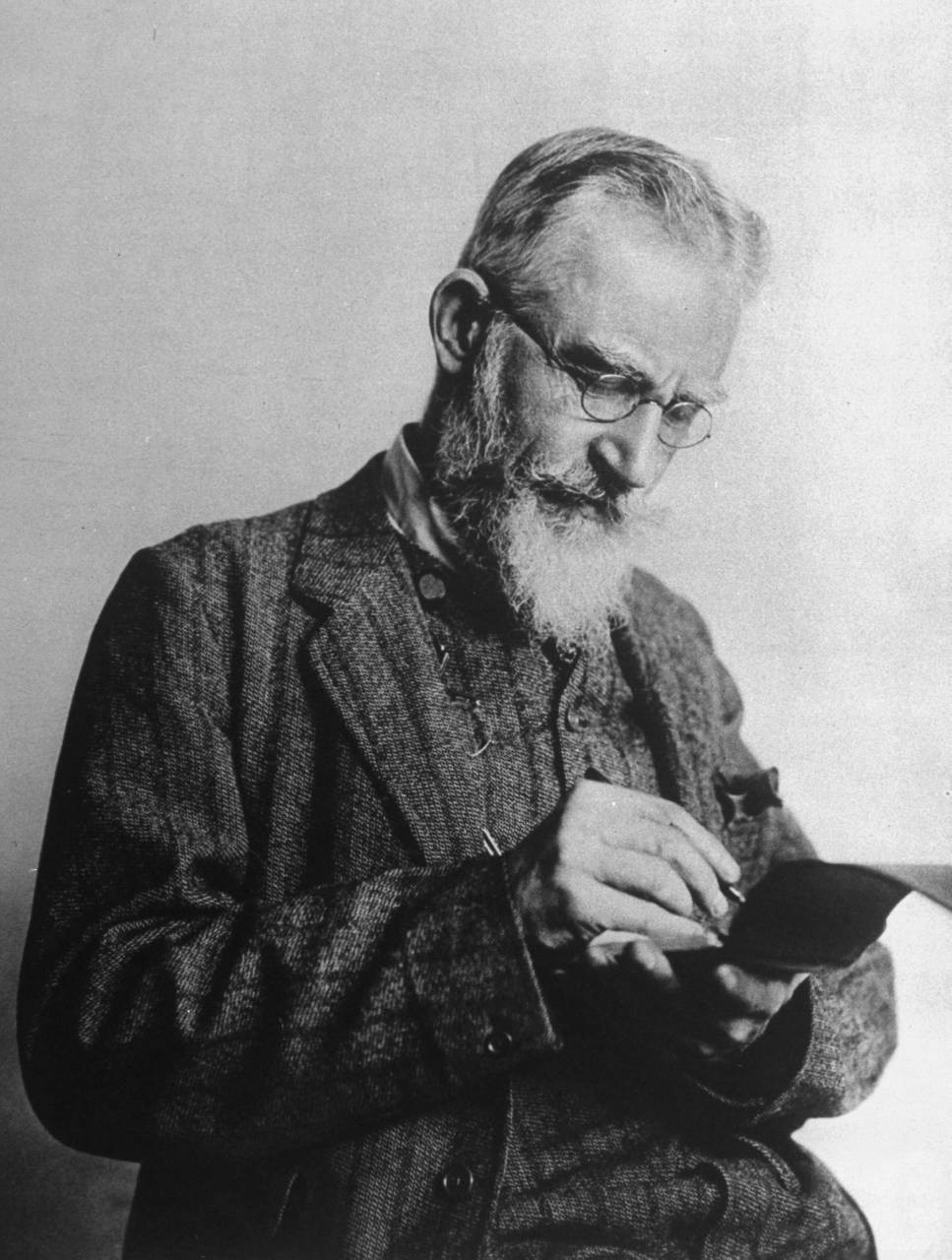
Шоу в 57 років, 1914 рік

1899 року, після початку англо-Бурської війни, Шоу висловив побажання, щоб Фабіанці зберігали нейтралітет, бо вважав, що це питання, подібно до гомрула, «не соціалістичне». Деякі інші члени, зокрема майбутній прем'єр-міністр Рамсей Макдональд, вважали, що потрібно стати в глуху опозицію, тож вийшли з товариства, коли воно дослухалося Шоу. У фабіанському воєнному маніфесті Фабіанізм та імперія (1900) Шоу проголосив, що «допоки Федерація світу не стане доконаним фактом, ми повинні прийняти найвідповідальніші з наявних імперських федерацій як її замінники».
На початку нового століття Шоу дедалі більше розчаровувався в обмеженості впливу фабіанців на національну політику. Тож, хоча й призначений делегатом від фабіанців, він не поїхав на Лондонську конференцію в меморіальному залі (Фаррінгдон-стріт) у лютому 1900 року, на якій створено Комітет представлення праці, що став попередником сучасної Лейбористської партії. На 1903 рік, коли закінчився термін членства в раді боро, Шоу вже втратив свій колишній ентузіазм, пишучи: «пробувши шість років членом ради боро, я переконався, що ради боро потрібно скасувати». Утім, 1904 року він взяв участь у виборах до Ради Лондонського графства. Провівши ексцентричну кампанію, яку Голройд схарактеризував як «[зробити] абсолютно все можливе, щоб не пройти», він зазнав належної поразки. Це був останній набіг Шоу на виборчу політику. На національному рівні за підсумками загальних виборів 1906 року в Парламенті сформувалась величезна ліберальна більшість, а лейбористи провели 29 депутатів. Шоу скептично сприйняв цей результат. Він був невисокої думки про нового прем'єр-міністра сера Генрі Кемпбелла-Баннермана, а члени Лейбористської партії йому здавались непослідовними: «Я вибачаюсь перед Світом за зв'язок з такою організацією».
У перші роки після виборів 1906 року Шоу не покидала думка, що фабіанцям потрібен новий лідер. Він бачив на цій посаді свого колегу по перу Герберта Веллса, який вступив до товариства в лютому 1903 року. Однак, ідеї Веллса про реформу, особливо його пропозиція щодо тіснішої співпраці з незалежною Лейбористською партією, налаштували проти нього «стару ватагу» товариства, яку очолював Шоу. Зі слів Коула, Веллс «заледве був здатен доносити [свої ідеї] на публічних зборах, в порівнянні з напрацьованою віртуозністю Шоу». На думку Шоу, «не стара ватага знищила містера Веллса, а він знищив сам себе». Веллс вийшов зі складу товариства у вересні 1908 року, Шоу ж залишився членом, але у квітні 1911 року полишив виконавчий комітет. Пізніше він себе запитував, чи не повинна була стара ватага тоді в минулому дати шлях Веллсу: «один Бог відає, чи товариство вчинило правильно». Шоу залишився фабіанцем, хоча вже й не таким діяльним через вік.
У 1912 році Шоу вклав £1000 (одну п'яту частку) в нове видавниче підприємство Вебба, соціалістичний тижневик New Statesman, який створено у квітні 1913 року. Він став директором-засновником, публіцистом, а згодом і дописувачем, переважно анонімним. Невдовзі він не поладнав з головним редактором журналу Кліффордом Шарпом, який до 1916 року відкидав його дописи — зі слів Шоу: «єдина газета в світі, яка відмовляється друкувати щось від мене».

### Перша світова війна
Шоу: Здоровий глузд про війну (1914)
Реагуючи на початок Першої світової війни в серпні 1914 року, Шоу написав трактат Здоровий глузд про війну, у якому твердив, що всі народи, які воюють, однаково винні. В атмосфері палкого патріотизму такий погляд викликав прокляття в його бік і образив багатьох друзів Шоу. Ірвайн зазначає: «Щойно Шоу з'являвся на якомусь публічному заході, як багато хто з присутніх йшов геть».
Попри репутацію відступника, британська влада розпізнала пропагандистські навички Шоу, і на початку 1917 року фельдмаршал Гейґ запросив його відвідати поля битв на Західному фронті. Репортаж Шоу на 10000 слів, в якому він приділив особливу увагу людським аспектам солдатського життя, добре прийняли, і його голос перестав бути самотнім. У квітні 1917 року він приєднався до загальнонаціонального консенсусу щодо вступу США в Першу світову війну, привітавши його словами: «першокласний моральний внесок у спільну справу проти юнкеризму».
Під час війни відбулася прем'єра трьох коротких п'єс Шоу. Інка перусалемський, написана 1915 року, мала проблеми з цензурою, бо в ній бурлескно зображено не лише супротивника, але й британське військове командування; її поставили 1916 року в Бірмінгемському репертуарному театрі. У творі О'Флаерті, кавалер ордена Вікторії сатирично зображено ставлення уряду до ірландських призовників. Її заборонили у Великій Британії, а показали 1917 року в Бельгії на базі Королівського літного корпусу. Огасес виконує свій обов'язок — добродушний фарс, що дістав ліцензію на показ. Його прем'єра відбулась у січні 1917 року в театрі Роял-корт.

### Ірландія

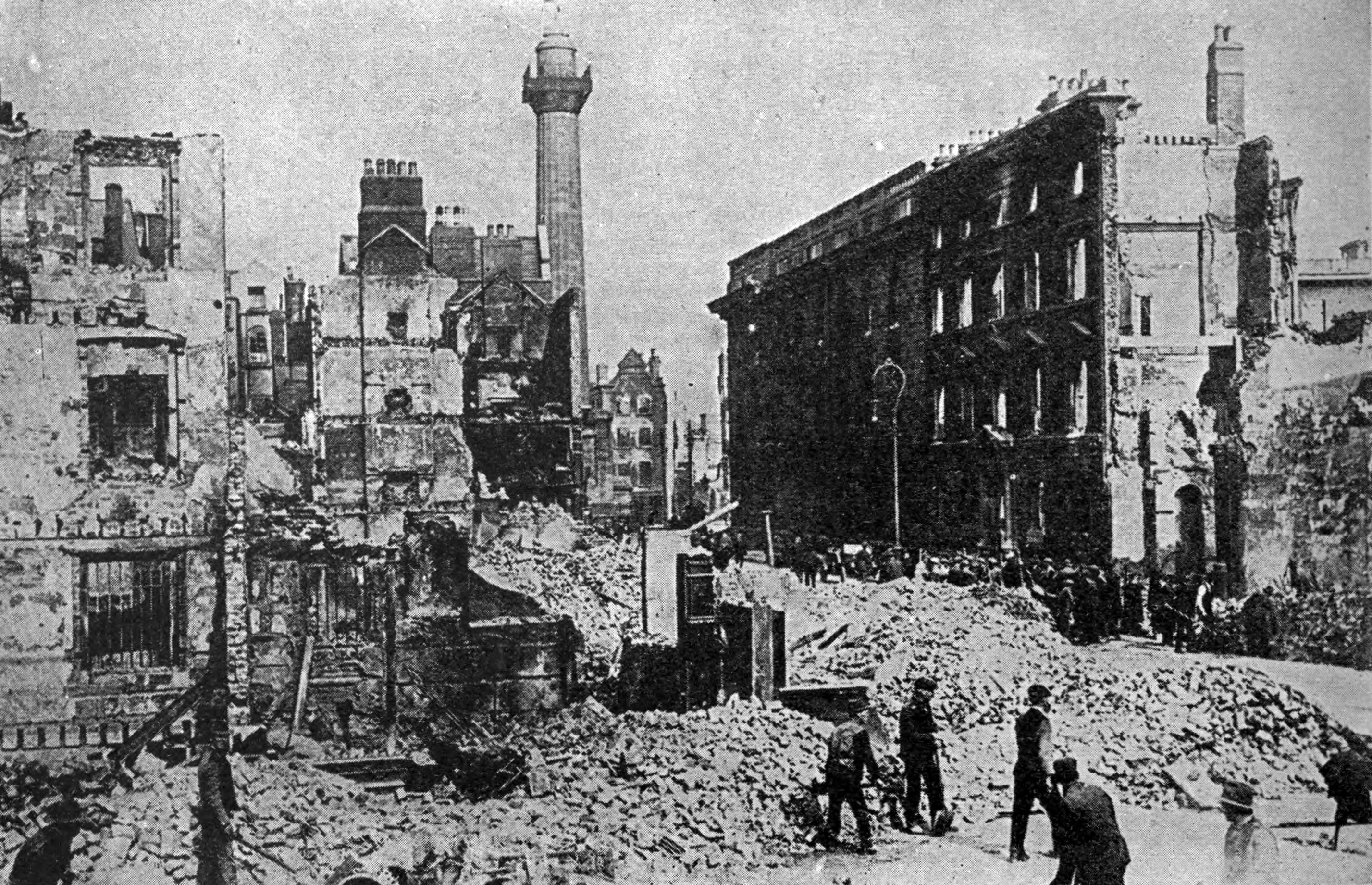
Центр Дубліна в руїнах після Великоднього повстання, квітень 1916 року

Шоу віддавна підтримував принцип ірландського самоврядування в рамках Британської імперії (яка, на його думку, мала стати Британською Співдружністю). У квітні 1916 року він уїдливо написав у Нью-Йорк Таймс про войовничий ірландський націоналізм: «У вмінні нічому не навчитися і нічого не забути ці мої товариші-патріоти залишили Бурбонів далеко позаду». Повна незалежність, він твердив, була б недоцільна; альянс з більшою силою (бажано Англією) був конче потрібен. Дублінське Великоднє повстання того ж місяця застало його зненацька. Після придушення бунту британськими військами, він висловив обурення від того, як без суду і слідства стратили лідерів повстанців, однак і далі вірив у якусь форму англо-ірландського союзу. У праці Як вирішити ірландське питання (1917) він уявляв собі федеративний устрій, з національним та імперським парламентами. Голройд відзначив, що на той час сепаратистська партія Шинн Фейн вже набирала популярності, тож програма Шоу відійшла в забуття разом з іншими поміркованими проєктами.
У післявоєнний період Шоу розчарувався у примусових заходах британського уряду щодо Ірландії і разом з колегами по перу Хілером Беллоком та Гілбертом Честертоном публічно осудив ці дії. Згідно з Англо-ірландським договором, підписаним у грудні 1921 року, Ірландія розділилась на північну та південну, що засмутило Шоу. 1922 року на півдні спалахнула громадянська війна між фракціями, одна з яких була за договір, а друга була проти нього. Перша з них створила Ірландську Вільну державу. У серпні Шоу побував у Дубліні й зустрівся з Майклом Коллінзом, тодішнім керівником Тимчасового уряду Вільної держави. Коллінз справив неабияке враження на письменника, і той дуже засмутився, коли три дні по тому ірландський лідер загинув, потрапивши в засідку влаштовану силами, що були проти договору. У листі до сестри Коллінза Шоу пише: «Минулої суботи я вперше і востаннє зустрівся з Майклом, і дуже цьому радий. Я радію, згадуючи його, і не розпускатиму шмарклі через його геройську смерть, щоб не псувати пам'ять про нього». Шоу все життя залишався британським підданим, але 1934 року прийняв подвійне британсько-ірландське громадянство.

### 1920-ті роки

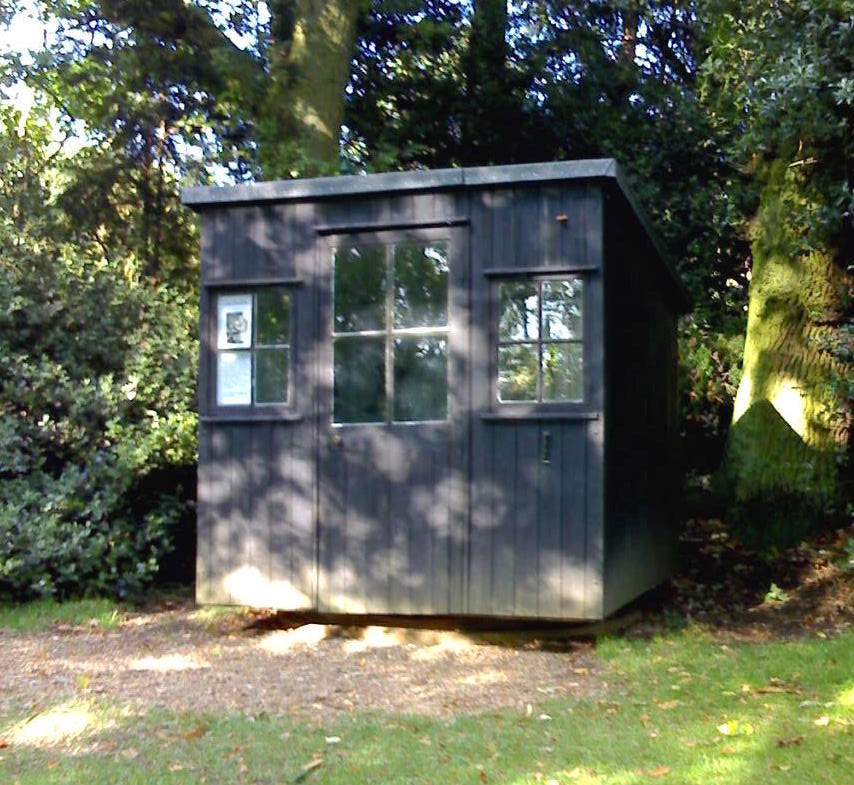
Обертова хатина в саду Закутка Шоу (Айот Сент-Лоренс), де починаючи з 1906 року Шоу написав більшу частину своїх творів

Першою значною п'єсою Шоу після війни стала Дім, де розбиваються серця. Її написано в 1916—1917 роках і поставлено 1920-го. Показ, що розпочався в листопаді на Бродвеї, зустріли з прохолодою. У газеті «Таймс» було написано: «цього разу містер Шоу хоче сказати більше, ніж зазвичай, і витрачає на це вдвічі більше часу». Після лондонської прем'єри в жовтні 1921 року «Таймс» погодилася з американськими критиками: «як це звичайно буває з містером Шоу, спектакль триває на годину довше, ніж мав би», хоча він і містить «досить розваг і дещицю корисних міркувань». Ірвайн у The Observer зазначив, що вистава блискуча, але гра акторів була силувана, окрім ролі Леді Аттерворд у виконанні Едіт Еванс.
Наймасштабнішою театральною роботою Шоу стала Назад до Мафусаїла, написана в 1918—1920 роках і поставлена 1922-го. Вайнтрауб характеризує її як «спробу Шоу оминути 'бездонну яму абсолютно гнітючого песимізму'». У цьому циклі з п'яти взаємопов'язаних п'єс змальовано еволюцію й наслідки довголіття, від Едемського саду до 31,920 року н.е. Критики вважали ці п'ять п'єс напрочуд нерівними за якістю та новизною. Перший показ тривав недовго, і відтоді твір повертають на сцену нечасто. Шоу відчував, що на цьому величезному проміжку «Метабіологічного П'ятикнижжя» він вичерпав залишок творчих сил. Тепер йому було шістдесят сім, і він не збирався знову сідати за п'єси.
Цей настрій тривав недовго. 1920 року папа Бенедикт XV проголосив Жанну д'Арк святою. Шоу віддавна вважав Жанну цікавою історичною постаттю, іноді бачачи її «напівбожевільним генієм», а іноді людиною «винятково розсудливою». П'єсу про неї він збирався написати ще 1913 року, а канонізація спонукала його повернутися до цієї теми. «Святу Жанну» написано в середині 1923 року, а бродвейська прем'єра відбулась у грудні. Там виставу прийняли з захопленням. Не менший успіх на неї очікував під час лондонської прем'єри в березні наступного року. Зі слів Вайнтрауба: «після Святої Жанни навіть Нобелівський комітет більше не міг не помічати Шоу». 1925 року письменник одержав Нобелівську премію з літератури з таким обґрунтуванням: «За творчість, відзначену ідеалізмом і гуманізмом, за іскрометну сатиру, що часто поєднується з винятковою поетичною красою». Він прийняв премію, але відхилив грошову винагороду на тій підставі, що «читачі та глядачі забезпечують мене грошима, яких більше, ніж досить для задоволення всіх потреб».
Після Святої Жанни минуло п'ять років, перш ніж Шоу написав наступну п'єсу. Починаючи з 1924 року він чотири роки писав політичний трактат Довідник з соціалізму і капіталізму для розумних жінок, який називав своїм «магнум опус». Книга вийшла друком 1928 року і добре продавалася. Наприкінці десятиліття Шоу написав свій останній Фабіанський трактат, коментар щодо Ліги Націй. Він описав Лігу як «школу нової міжнародної дипломатії, в порівнянні зі старою дипломатією Міністерства закордонних справ», але вважав, що вона ще не стала «Федерацією Світу».
Шоу повернувся до театру п'єсою Візок з яблуками, написаною наприкінці 1928 року, яку назвав «політичною феєрією». На думку Ірвайна, її несподівану популярність можна пояснити тим, що своєю консервативною, монархістською, антидемократичною лінією вона знайшла відгук у тогочасної аудиторії. Прем'єра відбулась у Варшаві в червні 1928 року, а два місяці потому її вперше поставили в Британії, на першому Фестивалі Малверна, організатором якого був Баррі Джексон. Іншим видатним митцем, найтісніше пов'язаним з фестивалем, був Едвард Елгар, якого з Шоу пов'язувала глибока дружба зі взаємною повагою. В листі до Елгара він схарактеризував Візок з яблуками як «скандальне аристофанське бурлескне зображення демократичної політики, з приголомшливою, нехай і короткою, інтерлюдією про статі».
Упродовж 1920-х років Шоу дедалі менше вірив у те, що суспільство можна змінити за допомогою фабіанського градуалізму, й ставав дедалі палкішим прибічником диктаторських методів. 1922 року він вітав прихід до влади в Італії Беніто Муссоліні, зауваживши, що серед «недисциплінованості, плутанини й глухого кута парламентаризму» Мусоліні — це «правильний тиран». Шоу був готовий змиритися з якимись надмірними проявами диктатури. Вайнтрауб у своєму біографічному нарисі для Oxford Dictionary of National Biography пише, що минуло багато часу перш ніж ослаб «флірт Шоу з міжвоєнними диктаторськими режимами», а Беатріс Вебб вважала, що він «одержимий» Муссоліні.

### 1930-ті роки
Лист у газету The Manchester Guardian за 2 березня 1933, який підписали Шоу та 20 інших осіб
Захоплення Шоу Радянським Союзом сягає початку 1920-х років, коли він назвав Леніна «єдиним справді цікавим державним діячем у Європі». Відмовившись від кількох нагод побувати в СРСР, 1931 року він все ж поїхав туди в складі групи на чолі з Ненсі Астор. Ретельно зрежисована поїздка завершилася тривалою зустріччю зі Сталіним, якого Шоу згодом назвав «грузинським джентльменом» без найменших лихих намірів. Під час обіду, влаштованого на честь письменника, Шоу сказав присутнім: «я бачив ці 'жахи' і вони мені дуже сподобались». У березні 1933 року Шоу підписав колективний лист на адресу Гардіан, у якому висловлено протест проти нібито постійного перекручування радянських досягнень: «No lie is too fantastic, no slander is too stale … for employment by the more reckless elements of the British press.».
Захоплення Муссоліні і Сталіним показує, як Шоу дедалі більше вірив, що диктатура це єдиний життєздатний політичний устрій. Коли в січні 1933-го до влади в Німеччині прийшла нацистська партія, Шоу змалював Гітлера як «дуже чудову, дуже здібну людину», і висловив гордість, що він єдиний серед англійських письменників, хто «бездоганно ввічливий і справедливий до Гітлера». Але найбільше він захоплювався Сталіним, чий режим відстоював некритично ціле десятиліття. В Пакті Молотова — Ріббентропа 1939 року Шоу бачив Тріумф Сталіна, і той, із його слів, тепер тримав Гітлера у своїх кігтях.
Першою п'єсою Шоу в тому десятилітті стала Гірко, але правда, написана 1931 року, прем'єра якої відбулась у Бостоні в лютому 1932 року. Прийняли її без особливого захвату. Брукс Аткінсон з The New York Times вважав, що Шоу «піддався пориву писати не маючи теми», і оцінив цю п'єсу як «безладну і занудливу розмову». Кореспондент The New York Herald Tribune ствердив, що більша частина п'єси — це «розмови, неймовірно довгі лекції», і хоча глядачі одержали від вистави задоволення, та все ж вона їх збила з пантелику.
Все те десятиліття Шоу часто подорожував, здебільшого разом з Шарлоттою. Вона любила плавати на океанських лайнерах, а йому ці тривалі періоди в морі давали змогу спокійно писати. 1932 року Шоу захоплено зустріли в Південній Африці, попри всі його гучні заяви про расовий розкол країни. У грудні 1932 року подружжя вирушило в навколосвітній круїз. У березні 1933 року вони прибули до Сан-Франциско. Це була перша поїздка Шоу до США. Раніше він відмовлявся їхати в «цю жахливу країну, це нецивілізоване місце», «непридатне щоб ним управляли… неліберальне, забобонне, грубе, жорстоке, анархічне і свавільне». Голлівуд на нього не справив враження. У Нью-Йорку він читав лекції перед вщерть наповненою залою в Метрополітен-Опера, де в одній з промов у розпал голодомору, Нобелівський лауреат виправдовувався, прояснивши причини підтримки СРСР і закликавши до такої підтримки політиків США. Із його слів, Америці було б важче боротися проти відродженої монархії, що працює з сучасними капіталістами, які борються за спільні ринки, ніж проти комуністичного уряду. Через нав'язливу увагу преси Шоу був радий, коли його корабель відплив з Нью-Йоркської гавані. Наступного року вони з Шарлоттою побували в Новій Зеландії, яка здалася йому «найкращою країною, де я побував». Він закликав її громадян почуватись впевненіше в собі й послабити залежність від торгівлі з Англією. Тижні в морі він потратив, щоб завершити дві п'єси: Дурень з несподіваних островів і Шестеро з Кале, а також розпочати третю — Мільйонерка.
Попри своє презирливе ставлення до Голлівуду з його естетичними цінностями, Шоу дивився з ентузіазмом на кіно і в середині десятиліття написав сценарії для сподіваних кіноверсій вистав Пігмаліон і Свята Жанна. Останню ніколи не було екранізовано, а на Пігмаліон Шоу довірив права тоді ще невідомому Габріелеві Паскалю, який став її продюсером на Pinewood Studios у 1938 році. Шоу був певен, що Голлівудові не слід було братися за цю стрічку. Втім фільм здобув один Оскар, а Шоу назвав образою те, що ця нагорода за «найкращий сценарій» дісталась з такого джерела. Він став першим, кому вручили і Нобелівську премію, і Оскар. У своїй праці 1993 року, присвяченій Оскарам, Ентоні Голден зауважив, що про Пігмаліон невдовзі заговорили як про твір, що «навчив кіновиробництво грамоти».
Останніми п'єсами Шоу в 1930-х роках стали Нове закінчення "Цимбеліна" (1936), Женева (1936) і У золоті дні доброго короля Карла (1939). Перша з них, фентезійна переробка Шекспіра, не справила особливого враження, зате друга, сатира на європейських диктаторів, привернула більше уваги, переважно негативної. Особливо це стосується пародії на Гітлера під іменем «Герр Баттлер», яку вважали поблажливою, майже прихильною. Третя вистава, історична розмовна п'єса вперше поставлена в Малверні, нетривалий час йшла в Лондоні в травні 1940 року. Джеймс Егейт писав, що вона не містила нічого, що могло б викликати невдоволення навіть найконсервативнішої публіки, й попри надмірну тривалість та брак драматичних дій, тільки «нерозумні та ліниві» театрали могли щось заперечити. Жодну з трьох вистав після першого показу за життя Шоу не повторювали в театрах Вест-Енда.
Наприкінці десятиліття і в Шоу, і в його дружини значно погіршилося здоров'я. Шарлотта ставала дедалі менш дієздатною через хворобу Педжета, а в нього розвинулася злоякісна анемія. Його лікування, зокрема ін'єкціями витяжки з печінки тварин, виявилось успішним. Однак, таке порушення вегетаріанських переконань засмутило і його самого, і спричинило осуд з боку войовничих вегетаріанців.

### Друга світова війна і останні роки
Хоча після Візок з яблуками п'єси Шоу і не мали особливого успіху, але під час Другої світової війни на Вест-Енді знову почали ставити його раніші твори. Головні ролі грали: Едіт Еванс, Джон Гілгуд, Дебора Керр і Роберт Донат. 1944 року в Лондоні поставлено дев'ять п'єс Шоу, зокрема Зброя та людина з Ральфом Річардсоном, Лоуренсом Олів'є, Сібіл Торндайк і Маргарет Лейтон у головних ролях. Дві трупи гастролювали з його п'єсами по всій Британії. Відродження популярності Шоу не спонукало до написання нових п'єс, зате він почав писати багато статей.
Другий фільм Шоу, який зняв Паскаль, майор Барбара (1941), був менш успішним і художньо, і комерційно, ніж Пігмаліон, почасти тому, що Паскаль наполягав на власній режисурі, до якої не мав хисту
Сен-Джон Ірвайн про Шоу, 1959
3 вересня 1939 року розпочалась війна, і Польща швидко зазнала поразки. У статті Новий державний діяч Шоу оголосив завершення війни і вимагав мирної конференції, тож його звинуватили в пораженстві. Однак, переконавшись, що мирний договір неможливий, він публічно закликав тоді ще нейтральні Сполучені Штати долучитися до боротьби. Через Бомбардування Лондона в 1940—1941 роках подружжя Шоу, яким було за вісімдесят, мусило постійно мешкати в Айот Сент-Лоренс. Навіть там вони не були застраховані від нальотів ворожої авіації, так що залишались іноді з Ненсі Астор в її маєтку Клівден. 1943 року найважчі бомбардування Лондона були вже позаду, й Шоу повернулися у Вайтголл Корт, де легше було організувати медичну допомогу Шарлотті. Їй погіршало, і у вересні вона померла.
Останній політичний трактат Шоу Everybody's Political What's What вийшов друком 1944 року. Голройд характеризує його як «безладну оповідь… у якій повторено ідеї, вже описані краще в попередніх творах, а потім повторено її саму». Книга продавалася добре, 85000 примірників до кінця року. Після самогубства Гітлера в травні 1945 року Шоу схвалив офіційне співчуття, запропоноване ірландським прем'єр-міністром Еймоном де Валерою в німецькому посольстві в Дубліні. Шоу не схвалював повоєнний Нюрнберзький процес над переможеними німецькими Лідерами, бо вважав його актом впевненості у власній правоті, тоді як: «Ми всі — потенційні злочинці».
Паскаль дістав третю нагоду зняти фільм за п'єсою Шоу, а саме Цезар і Клеопатра (1945). Його кошторис утричі перевищив початковий бюджет, і фільм став «найбільшим касовим провалом в історії британського кіно». Британські критики сприйняли фільм стримано, а втім американські коментарі були прихильнішими. На думку Шоу, за блиском фільму не видно драми, і вважав його «поганою імітацією Сесіля Б. де Мілля».

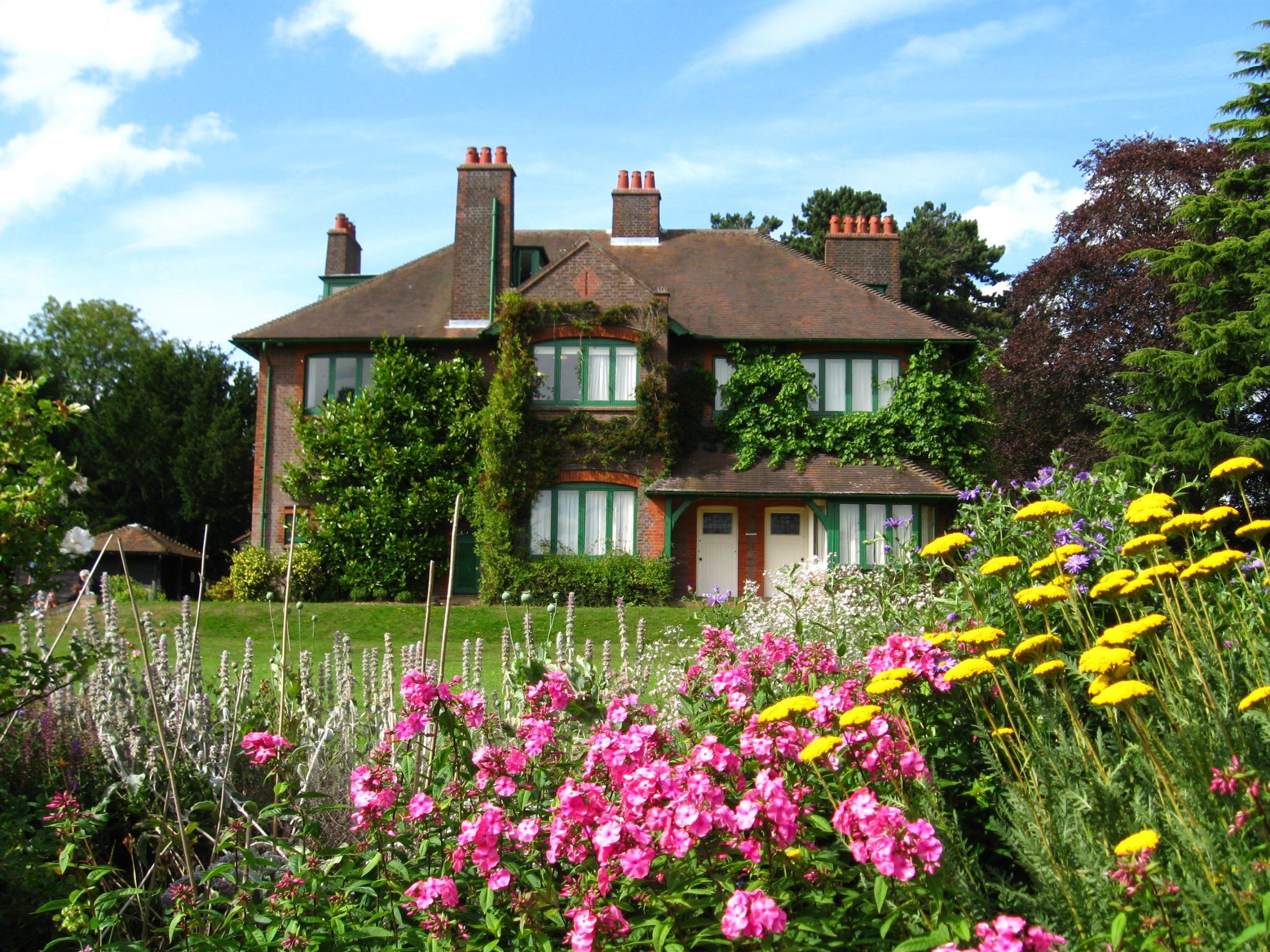
Сад у Куточку Шоу

1946 року, в рік свого дев'яностоліття, Шоу прийняв свободу Дубліна і став першим Почесним громадянином району Сент-Панкрас (Лондон). Того самого року уряд неофіційно поцікавився, чи прийме Шоу Орден Заслуг. Він відмовився, вважаючи, що оцінку заслугам митця може дати лише посмертний вирок історії. 1946 року побачив світ твір Злочин у вигляді позбавлення волі - написана за 20 років перед тим передмова до дослідження умов утримання у в'язницях. Працю широко хвалили; рецензент в The American Journal of Public Health вважав, що її має прочитати кожен студент американської системи кримінального правосуддя.
І в свої 90 з гаком Шоу не припиняв писати. Його останніми п'єсами стали: Мільярди Байанта (1947) — його останній повноформатний твір; Небилиці (1948) — збірка з шести коротких п'єс, у яких переглянуто деякі з його попередніх тем, як-от еволюції; комічна лялькова вистава Шекс проти Шо (1949) — десятихвилинна п'єса, в якій Шекспір і Шоу обмінюються обр́азами; і Чому вона не побажала (1950), яку Шоу схарактеризував як «маленьку комедію», написана за один тиждень до його дев'яносто четвертого дня народження
Останні роки Шоу знаходив втіху в догляді за садом у Закутку Шоу. Він помер у дев'яносто чотири роки від ниркової недостатності, спричиненої травмами, яких зазнав при падінні коли обрізав дерева. Письменника кремували 6 листопада 1950 року в крематорії Голдерс-Грін. Його попіл, змішаний з Шарлоттиним, розвіяли по стежках і навколо статуї «Святої Жанни» в їхньому саду.

## Твори

### П'єси
1934 року Шоу опублікував зібрання своїх п'єс, до якого увійшло сорок два твори. За останні шістнадцять років життя він написав ще дванадцять, переважно одноактних, п'єс. Беручи до уваги ще вісім попередніх п'єс, які він не вмістив у зібрання, загальна їх кількість становить шістдесят дві.

#### Ранні твори
Повноформатні п'єси
- Вдівцеві будинки (англ. Widowers' Houses)
- Зальотник (англ. The Philanderer)
- Професія пані Ворен (англ. Mrs Warren's Profession)
- Зброя та людина (англ. Arms and the Man)
- Кандіда (англ. Candida)
- Поживемо - побачимо (англ. You Never Can Tell)
- Учень Диявола (англ. The Devil's Disciple)
- Цезар і Клеопатра (англ. Caesar and Cleopatra)
- Навернення капітана Брасбаванда (англ. Captain Brassbound's Conversion)

Адаптації
- Овід (англ. The Gadfly)

Коротка п'єса
- Обранець долі (англ. The Man of Destiny)

У перших трьох повноформатних п'єсах Шоу йдеться про соціальні питання. Згодом він згрупував їх як «неприємні п'єси». У Вдівцевих будинках (1892) розглянуто власників нетрів і представлено першу в творчості Шоу нову жінку, які періодично з'являються в пізніших п'єсах. У п'єсі Зальотник (1893), написаній під впливом Ібсена, розвинуто тему нової жінки. Вона містить елементи особистих стосунків Шоу, адже персонаж Джулії змальовано з Дженні Паттерсон. У своєму дослідженні 2003 року Джудіт Еванс характеризує Професію пані Ворен (1893), як таку, що з-поміж трьох неприємних п'єс «безсумнівно кидає найбільший виклик», бо професія пані Ворен — повія і, згодом, власниця борделю, слугує метафорою проституйованого суспільства.
Свою другу трилогію Шоу назвав «Приємні п'єси». У Зброї та людині (1894) під виглядом пародійно-руританського комічного роману приховано фабіанську притчу про контраст між непрактичним ідеалізмом та прагматичним соціалізмом. Центральна тема п'єси Кандіда (1894) — вибір жінки між двома чоловіками. В ній показано контраст між поглядами та прагненнями християнського соціаліста і пройнятого поезією ідеаліста. У третій п'єсі з циклу приємних Поживемо — побачимо (1896) автор зобразив соціальну мобільність і розрив між поколіннями, особливо в тому, як вони оцінюють соціальні відносини загалом і між статями зокрема.
До циклу «Три п'єси для пуритан» увійшли: Учень диявола (1896), Цезар і Клеопатра (1898) і Навернення капітана Брасбаванда (1899). У центрі всіх трьох творів — питанні імперії та імперіалізму, яке було головною темою політичного дискурсу 1890-х років. Їх дія розгортається, відповідно, в Америці 1770-х років, стародавньому Єгипті та Марокко 1890-х років. «Овід»- адаптація популярного роману Етель Войнич — залишилась незавершеною і непоставленою. Обранець долі (1895) — це короткий пролог до основної п'єси в якому розповідається про Наполеона.

#### 1900—1909
Повноформатні п'єси
- Людина і надлюдина (англ. Man and Superman)
- Інший острів Джона Булла (англ. John Bull's Other Island)
- Майор Барбара (англ. Major Barbara)
- Лікарева дилема (англ. The Doctor's Dilemma)
- Одруження (англ. Getting Married)
- Нерівний шлюб (англ. Misalliance)

Короткі п'єси
- Чудовий Бешвілл (англ. The Admirable Bashville)
- Як він брехав її чоловікові (англ. How He Lied to Her Husband)
- Пристрасть, отрута і заціпеніння (англ. Passion, Poison, and Petrifaction)
- Викриття Бланко Поснета (англ. The Shewing-Up of Blanco Posnet)
- Газетні вирізки' (англ. Press Cuttings)'
- Чарівний підкидьок (англ. The Fascinating Foundling)
- Проблиск реальності (англ. The Glimpse of Reality)

У своїх основних п'єсах першого десятиліття ХХ століття Шоу зачіпає окремі соціальні, політичні та етичні питання. «Людина і надлюдина» (1902) стоїть осібно від інших за своєю темою та її розкриттям. В ній автор подає свою інтерпретацію Творчої еволюції Бергсона через поєднання драми й пов'язаного друкованого тексту. Чудовий Бешвілл (1901) — драматизація роману Шоу Професія Кашела Байрона у вигляді білого вірша, у якій автор акцентує увагу на імперських відносинах між Великою Британією та Африкою. У п'єсі Інший острів Джона Булла (1904) комічно зображено усталені відносини між Британією та Ірландією. У той час вона здобула популярність, але потім випала з загального репертуару. У п'єсі Майор Барбара (1905) етичні питання постають у незвичайний спосіб, адже не справджуються очікування, що в зображенні виробника зброї з одного боку і армії порятунку з іншого моральна перевага має завжди бути на боці останнього. Лікарева дилема (1906) — п'єса про медичну етику і моральний вибір під час розподілу дефіцитних ліків. Сам Шоу її схарактеризував як трагедію. Арчер поставив перед Шоу, що зарекомендував себе як автор нереалістичних персонажів, завдання умертвити героя на сцені. І він це втілив, показавши антигероя на смертному одрі.
Що Одруження (1908) що Нерівний шлюб (1909) (останню Джудіт Еванс бачить як доповнення до першої) Шоу назвав своїми «дослідницькими» жилками, з акцентом радше на обговоренні ідей, а не на драматичному дійстві чи яскравих характеристиках. За ті десять років Шоу написав сім коротких п'єс. Всі вони комедії, починаючи від нарочито абсурдної Пристрасть, отрута і заціпеніння (1905) і закінчуючи сатиричною Газетні вирізки (1909).

#### 1910—1919
Повноформатні п'єси
- Перша п'єса Фанні (англ. Fanny's First Play)
- Андрокл і лев (англ. Androcles and the Lion)
- Пігмаліон (англ. Pygmalion)
- Дім, де розбиваються серця (англ. Heartbreak House)

Короткі п'єси
- Смаглява леді сонетів (англ. The Dark Lady of the Sonnets)
- Overruled (англ. Overruled)
- Лікування музикою (англ. The Music Cure)
- Велика Катерина (англ. Great Catherine)
- Інка Перусалемський (англ. The Inca of Perusalem)
- О'Флаерті, кавалер ордена Вікторії (англ. O'Flaherty V.C.)
- Огасес виконує свій обов'язок (англ. Augustus Does His Bit)
- Ганна Жанська, більшовицька імператриця (англ. Annajanska, the Bolshevik Empress)

За десятиліття від 1910-го до закінчення Першої світової війни Шоу написав чотири повноформатні п'єси, третя та четверта з яких належать до робіт, що їх найчастіше ставлять на сцені. У Перші п'єсі Фанні (1911) продовжено раніші дослідження британського середнього класу з фабіанського погляду, з додатковими елементами мелодрами та післямовою, в якій театральні критики обговорюють цю п'єсу. Андрокл і лев (1912), яку Шоу почав писати як виставу для дітей, стала дослідженням про природу релігії й про те, як здійснити християнські заповіді на практиці. «Пігмаліон» (1912) — це шовіанське вивченні мови і мовлення та їх значення в суспільстві і в особистих стосунках. Щоб виправити враження, яке залишилося від первісних виконавців, буцімто в п'єсі зображено романтичні стосунки між двома головними героями, Шоу переписав кінцівку, щоб було зрозуміло, що героїня одружилася з іншим, другорядним персонажем. Єдиною повноформатною п'єсою Шоу за роки війни стала Дім, де розбиваються серця (1917), в якій, зі слів автора, показано як «культурна, лінива Європа перед війною» дрейфує до катастрофи. Шоу назвав Шекспіра (Король Лір) і Чехова (Вишневий сад) важливими чинниками, що вплинули на п'єсу. Окрім того, критики знайшли елементи запозичені з Конгріва (Так влаштований світ) та Ібсена (Будівничий Сольнес).
Короткі п'єси варіюються від м'якої історичної драми в Смаглявій леді сонетів і Катерині Великій (1910 і 1913) до дослідження полігамії в «Охоплених пристрастю» (Overruled); трьох сатиричних творів про війну (Інка Перусалемський, О'Флаерті, кавалер ордена Вікторії і Огасес виконує свій обов'язок, 1915-16); п'єси, яку Шоу назвав «повною маячнею» (Лікування музикою, 1914) і короткого нарису про «більшовицьку імператрицю» (Ганна Жанська, 1917).

#### 1920—1950
Повноформатні п'єси
- Назад до Мафусаїла (англ. Back to Methuselah)
- Свята Йоанна (англ. Saint Joan)
- Візок з яблуками (англ. The Apple Cart)
- Гірко, але правда (англ. Too True to Be Good)
- На мілині (англ. On the Rocks)
- Простак з неочікуваних островів (англ. The Simpleton of the Unexpected Isles)
- Мільйонерка (англ. The Millionairess)
- Женева (англ. Geneva)
- У золоті дні доброго короля Карла (англ. In Good King Charles's Golden Days)
- Мільярди Байанта (англ. Buoyant Billions)

Короткі п'єси
- Сватання по-сільському (англ. A Village Wooing)
- Шестеро з Кале (англ. The Six of Calais)
- Нове закінчення "Цимбеліна" (англ. Cymbeline Refinished)
- Небилиці (англ. Farfetched Fables)
- Шекс проти Шо (англ. Shakes versus Shav)
- Чому вона не побажала (англ. Why She Would Not)

Свята Йоанна (1923) принесла повсюдну похвалу і самому Шоу, і Сібіл Торндайк, під яку він написав головну роль, і яка її виконувала у Великій Британії. На думку коментатора Ніколаса Грена, шовіанська Жанна — «справжній містик, протестантка і націоналістка, що випередила свій час» — належить до числа провідних класичних жіночих ролей 20-го століття. Візок з яблуками (1929) став останнім гучним успіхом Шоу. Він дав цій п'єсі та її наступниці Гірко, але правда (1931) підзаголовок «політична феєрія», хоча ці два твори сильно різняться за темою: у першій зображено політику держави (з короткою сценою любовного побачення короля та королеви як інтермедією), а в другій, зі слів Джудіт Еванс, «показано суспільний норов людини, і вона туманна». П'єси Шоу 1930-х років написано в тіні загострення національних і міжнародних політичних подій. Знову ж таки, після політичної комедії зі зрозумілим сюжетом На мілині (1933) йшла інтроспективна драма Простак з неочікуваних островів (1934). У першій з них зображено прем'єр-міністра, який розглядає, але, зрештою, відкидає встановлення диктатури, у другій — розглянуто питання полігамії й євгеніки, і вона закінчується Судним Днем.
Мільйонерка (1934) — фарсове зображення ділових і соціальних стосунків успішної бізнес-леді. Женева (1936) — пасквіль про безпомічність Ліги Націй у порівнянні з диктаторами Європи. П'єсу У золоті дні доброго короля Карла (1939) Вайнтрауб схарактеризував як теплу, дискурсивну високу комедію. У ній автор також зображує авторитаризм, але менш сатирично, ніж у Женеві. Як і в попередніх десятиліттях, коротші п'єси зазвичай є комедіями, деякі з яких історичні, а в інших розглянуто різні політичні та соціальні проблеми, які стояли перед автором. Ірвайн характеризує пізні твори Шоу як все ще «дивовижно енергійні та життєрадісні», але з безсумнівними ознаками віку автора. «Проте, найкращі його роботи в цей період були сповнені мудрості і краси розуму, часто показаних через людей похилого віку, які не втрачають голови».

### Музичні та драматургічні огляди

#### Музика
Збірник музичної критики Шоу в трьох томах має обсяг понад 2700 сторінок. Він охоплює британську музичну сцену від 1876 до 1950 року, але основна його частина припадає на шість років, коли Шоу працював музичним критиком у The Star і The World наприкінці 1880-х — на початку 1890-х років. На його думку, музична критика повинна бути цікавою всім, а не лише музичній еліті, тож він писав для неспеціалістів, уникаючи технічного жаргону—"месопотамських слів, наприклад, 'домінанта ре мажор'". У своїй колонці Шоу з лютим фанатизмом пропагував музику Вагнера і відкидав Брамса, а також тих британських композиторів, яких вважав брамсівцями, як-от Стенфорда і Паррі. Письменник агітував проти панівної моди на виконання ораторій Генделя з величезним аматорським хором і громіздкою оркестровкою, закликаючи до «хору з двадцяти здібних артистів». Він накидався на оперні постановки, що були нереалістично зрежисовані, або виконані чужими для слухачів мовами.

#### Драма
На думку Шоу, театри Лондона 1890-х років ставили забагато старих і замало нових вистав. Він агітував проти «мелодрам, сентиментальності, стереотипів і заїжджених переконань». Як музичний критик він часто мав змогу зосередитися на аналізі нових творів, але пишучи про театр, нерідко мусив повертатися до сучасного виконання загальновідомих старих п'єс. У своєму дослідженні праць Шоу як театрального критика E. J. West пише, що той «безперервно порівнював та протиставляв артистів за інтерпретацією та технікою». Як театральний критик Шоу написав понад 150 статей для The Saturday Review, у яких проаналізував більш як 212 вистав. Він відстоював п'єси Ібсена тоді, коли багато відвідувачів театру розцінювали їх як обурливі, а його книга 1891 року Квінтесенція ібсенізму залишалася класикою впродовж ХХ століття. З-поміж сучасних драматургів, що писали для сцени Вест-енду, найвище він ставив Оскара Вайлда: «… наш єдиний витончений драматург. Він бавиться з усім: з розумом, з філософією, з драмою, з акторами і глядачами, з усім театром». 1932 року вийшла друком збірка критичних праць Шоу Наші театри в дев'яностих.
Ставлення Шоу до Шекспіра залишалось незмінно провокативним і часто самосуперечливим (він наполягав на написанні «Shakespear»). Багато хто вважав, що йому важко ставитися серйозно до цієї теми; Дафф Купер зазначив, що, нападаючи на Шекспіра, «саме Шоу скидається на безглуздого пігмея, який погрожує кулаком горі». Втім, Шоу був добре обізнаний з творчістю Шекспіра, і коли в одній зі статей він написав: «за винятком Гомера, немає жодного визначного письменника, [і це стосується] навіть сера Вальтера Скотта, кого б я зневажав так, як зневажаю Шекспіра, коли порівнюю свій розум з його», то потім докинув: «але мушу додати, що мені шкода тих людей, яким творчість Шекспіра не приносить задоволення. Він пережив тисячі здібніших мислителів, і переживе ще тисячу». Але в контексті критики Шоу на адресу Шекспіра найбільше діставалося нерозбірливим «бардопоклонникам», а також акторам і режисерам, які бездушно представляли вирізки у вигляді надто ускладнених постановок. Він постійно повертався до Шекспіра і написав три п'єси на шекспірівські теми: Смаглява леді сонетів, Нове закінчення «Цимбеліна» і Шекс проти Шо. У своєму аналізі шекспірівської критики Шоу 2001 року Роберт Пірс доходить висновку, що Шоу, якому не притаманна була академічність, розглядав п'єси Шекспіра, як і весь театр, з практичного погляду автора: «Шоу допомагає нам відійти від романтичного зображення Шекспіра як титанічного генія, чиє мистецтво не можна проаналізувати або пов'язати з банальними міркуваннями театральних умов, прибутків та збитків, або ж з конкретною постановкою і складом акторів.».

### Політичні та соціальні праці
Свої коментарі на політичні й соціальні теми Шоу вміщував у фабіанські трактати, есе, дві повноформатні книги, численні газетні та журнальні статті, а також передмови до своїх п'єс. Більшість фабіанських трактатів Шоу опубліковано анонімно. В них представлено радше позицію товариства, а не самого Шоу, хоча секретар товариства Едвард Піс пізніше підтвердив авторство Шоу. Зі слів Голройда, ранні фабіанці під впливом Шоу займались переважно тим, що «змінювали історію, переписуючи її». Талант Шоу як памфлетиста відразу ж використали, щоб створити маніфести товариства, після чого, як каже Голройд, він ніколи більше не був таким лаконічним.

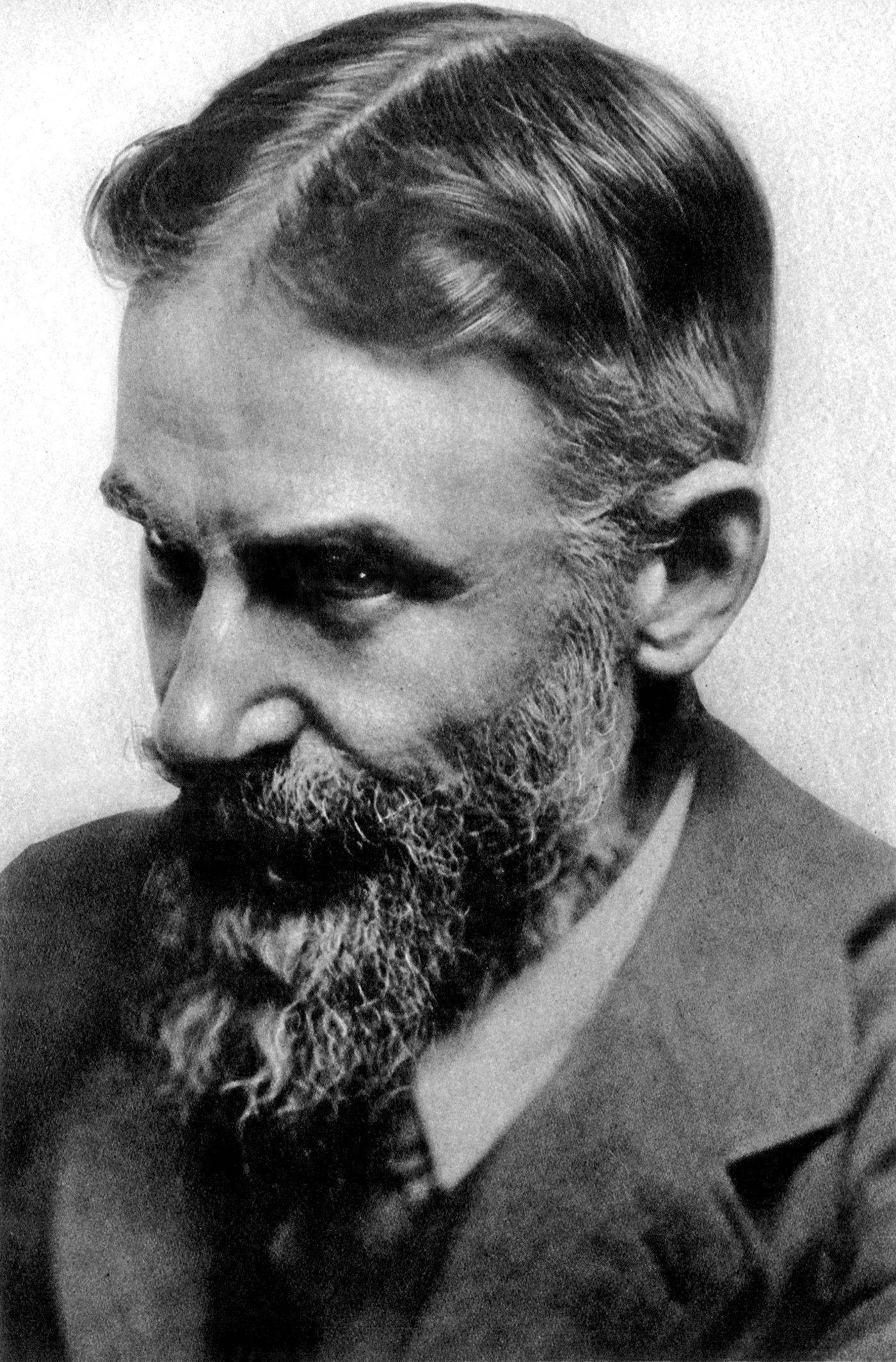
Шоу в 1905 році

На початку двадцятого століття Шоу став дедалі більше просувати свої ідеї за допомогою п'єс. Один з ранніх критиків 1904 року зауважив, що драми Шоу це «приємні засоби» навернення в соціалізм, і додав, що «погляди містера Шоу слід шукати особливо в його передмовах до п'єс». Після послаблення його зв'язків з фабіанським рухом в 1911 році, твори Шоу стали особистішими і часто провокаційнішими; його відповіддю на фурор після виходу Здорового глузду про війну в 1914 році стала підготовка продовження під назвою Більш здоровий глузд про війну. У ньому він засудив пацифістську лінію, якої дотримувалися Рамсей Макдональд та інші соціалістичні лідери, і проголосив про свою готовність швидше постріляти всіх пацифістів, ніж піддатися їхній владі та впливові. За порадою Беатрис Вебб, цю книгу не було надруковано.
Довідник для розумної жінки - головний політичний трактат Шоу 1920-х років — викликав і захоплення і критику. Макдональд вважав його найбільш важливою книгою у світі після Біблії. Гарольд Ласкі вважав, що аргументи автора застаріли і не стосуються особистих свобод. З багатьох наступних заяв Шоу видно, як він дедалі більше заграє з диктаторськими методами. У репортажі New York Times від 10 грудня 1933 року процитовано нещодавню лекцію Фабіанського товариства, в якій Шоу хвалив Гітлера, Муссоліні і Сталіна: «[В]они намагаються, щоб щось було зроблено, [і] беруть на озброєння методи, з допомогою яких щось може бути зроблено». Наприкінці Другої світової війни у праці Everybody's Political What's What Шоу звинуватив союзників, що «зловживаючи» своєю перемогою 1918 року вони самі привели Гітлера до влади, і сподівався, що після поразки фюрер уникне розплати і «спокійно собі спочиватиме на пенсії в Ірландії чи іншій нейтральній країні». Ці настрої, на думку ірландського філософа-поета Томаса Дадді, «rendered much of the Shavian outlook passé and contemptible».
«Творча еволюція» — шовіанська версія нової науки євгеніки — займала дедалі більше місця в політичних працях письменника після 1900 року. Він представив свої теорії в Керівництві революціонера (1903), додатку до «Людина і надлюдина», і розвинув їх далі протягом 1920-х років у Назад до Мафусаїла. 1946 року в статті в журналі Life зазначено, що Шоу «завжди дивився на людей радше як біолог, ніж як митець». У передмові до На мілині 1933 року він писав, що «якщо ми хочемо досягнути певного типу цивілізації і культури, то повинні знищити тих людей, які не вписуються в нього». Думки критиків щодо того, чи це було задумано як іронія, розділились. У свою статтю в американському журналі Liberty у вересні 1938 року Шоу вмістив твердження: «Є багато людей у світі, яких потрібно ліквідувати». Багато коментаторів припустили, що такі коментарі були задумані як жарт, хоча й з найневідповіднішим смаком. А інакше, як виснувано в журналі Life: «Ці дурниці можна поставити поряд з його невиннішими заблудами».

### Художня проза
Художня проза Шоу здебільша обмежилась п'ятьма невдалими романами, написаними від 1879 до 1885 року. Недосвідченість (1879) — напів-автобіографічне зображення середньовікторіанської Англії, зі слів Вайнтрауба «власний Девід Копперфільд» Шоу. Ірраціональний зв'язок (1880) — критика традиційного шлюбу, в якій, на думку Вайнтрауба, характери позбавлені життя, «навряд чи щось більше за оживлені теорії». Шоу був задоволений своїм третім романом Кохання серед артистів (1881), відчуваючи, що то поворотний момент у його становленні як мислителя, хоча він і не став успішнішим за попередні спроби. Професія Кешія Байрона (1882) — це, зі слів Вайнтрауба, обвинувальний акт суспільству, який передує першій повноформатній п'єсі Шоу Професія пані Воррен. Шоу пізніше пояснив, що задумував Нетовариський соціаліст як першу частину монументального зображення краху капіталізму. Гарет Гріффітс у своєму дослідженні політичної думки Шоу, розглядає роман як цікаву фіксацію умов, у яких перебувало загалом суспільство і зокрема зароджуваний соціалістичний рух 1880-х років.
Єдиною наступною роботою Шоу в галузі художньої літератури, яка мала хоч якесь значення, став роман 1932 року Пригоди чорношкірої дівчини в її пошуках Бога, написаний під час візиту до Південної Африки в 1932 році. Ця дівчина, розумна, допитлива і звернена в християнство ілюзорним місіонерським навчанням, вирушає на пошуки Бога, на шлях, який після багатьох пригод і зустрічей робить її нерелігійною. Сюжет книги образив деяких християн, а в Ірландії її заборонила Рада цензорів.

### Листи і щоденники
Упродовж всього свого життя Шоу був плідним кореспондентом. Його листи, під редакцією Дена Г. Лоуренса, вийшли друком у період між 1965 і 1988 роками. Якось Шоу оцінив, що його листи зайняли б двадцять томів; Лоуренс зазначив, що, невідредаговані, вони мали б набагато більший обсяг. Шоу написав понад чверть мільйона листів, з яких збереглося близько десяти відсотків; чотири томи Лоренса містять 2,653 листи. Серед багатьох постійних кореспондентів Шоу були його друг дитинства Едвард Макналті, його театральні колеги (та amitiés amoureuses) місіс Патрік Кемпбелл і Еллен Террі; письменники, зокрема, Лорд Альфред Дуглас, Герберт Уеллс і Гілберт Кіт Честертон; боксер Джин Танні; черниця Лаврентія Маклахлан і мистецтвознавець Сідні Кокерелл 2007 року вийшов 316-сторінковий том, що цілком складається з листів Шоу до «The Times».
1986 року вийшли друком щоденники Шоу 1885—1897 років у двох томах під редакцію Вайнтрауба. Загальна кількість сторінок становить 1241. Оглядаючи їх, дослідник творчості письменника Фред Кроуфорд, писав: «хоча основний інтерес для шовіаністів становить матеріал, який доповнює те, що ми вже знаємо про життя і творчість Шоу, але щоденники ще й мають цінність як історичний та соціологічний документ життя Англії наприкінці вікторіанської епохи.» Після 1897 року через великий обсяг інших робіт, над якими працював письменник, він відмовився від ведення щоденника.

### Змішані та автобіографічні
У своїй публіцистиці, памфлетах, а іноді довших працях Шоу писав на багато різних тем. Його коло інтересів і досліджень охоплювало вівісекцію, вегетаріанство, релігію, мову, кіно-і фотозйомку. Про все це він багато говорив і писав. Зібрання його творів на ці та інші теми вийшли переважно після його смерті, разом з томами вибраних афоризмів, «wit and wisdom» і загальною журналістикою.
Попри безліч книг, написаних про нього (станом на 1939 рік Голройд нарахував 80) автобіографічний доробок Шоу, окрім щоденників, був відносно невеликим. Він давав інтерв'ю газетам, наприклад «GBS Confesses» виданню Дейлі мейл 1904 року, а також нариси потенційним біографам, чиї роботи зрештою письменник відкинув, тож їх не опубліковано. 1939 року Шоу звернувся до цих матеріалів, і підготував Shaw Gives Himself Away, уривки, які, за рік до своєї смерті, він переглянув і перевидав під назвою Sixteen Self Sketches (насправді сімнадцять). Він дав зрозуміти своїм видавцям, що ця тонка книга аж ніяк не є повним саможиттєписом.

## Переконання і думки
—Leonard Feinberg, The Satirist (2006)
У своєму житті Шоу дотримувався багатьох переконань, часто суперечливих. Ця суперечливість була почасти свідомою провокацією — іспанський учений і державний діяч Сальвадор де Мадаріага порівнює Шоу з «полюсом негативного заряду, який помістили до людей з позитивним зарядом». Принаймні в одній царині погляди Шоу залишались незмінними, а саме в тому, що він відмовлявся дотримуватись усталених в англійській мові норм написання слів та пунктуації. Він віддавав перевагу архаїчному написанню, як-от «shew» замість «show», пропускав «u» в таких словах, як, наприклад, «honour» і «favour», а також, за можливості пропускав апостроф у скороченнях, наприклад, «won't» або «that's». У своєму заповіті Шоу розпорядився, щоб на залишок спадщини (після розподілу серед спадкоємців), створили траст, який би займався докорінною реформою англійського алфавіту до фонетичної версії з сорока літер. Хоч наміри були зрозумілі, але заповіт містив неточності, тож суд спочатку виніс рішення про недійсність запланованого трасту. Згідно з пізнішою позасудовою угодою на реформу правопису виділено £8,300, а більша частина статку відійшла залишковим спадкоємцям — Британському музеєві, Королівській академії драматичного мистецтва та національній галереї Ірландії. Більшу частину з цих £8,300 витратили на особливе фонетичне видання Андрокла і Лева шовіанською абеткою. Опублікована 1962 року книга не викликала особливого ажіотажу.
Погляди Шоу на релігію і християнство були менш послідовні. Замолоду він проголосив себе атеїстом, а в зрілому віці пояснив, що це була реакція проти старозаповітного образу мстивого Єгови. Вже на початку ХХ століття він називав себе «містиком», хоча Гарі Слоун у своєму есе на тему вірувань Шоу ставить під сумнів усі ці заяви. 1913 року Шоу ствердив, що він не релігійний «у сектантському розумінні», і порівняв себе з Ісусом як «людиною без релігії». У передньому слові до Андрокла і Лева (1915) Шоу твердить, що британський суспільний устрій — це наслідок постійного вибору на користь Варавви, а не Христа, тож запитує: «Чому б не дати християнству шанс?». Під час радіоефіру напередодні Другої Світової Війни Шоу звертається до нагірної проповіді, «дуже зворушливого повчання, яке дає Вам одну першокласну пораду, а саме відплачувати добром тим, хто ненавидить Вас і переслідує». У своєму заповіті Шоу заявив, що його теперішні «релігійні переконання і наукові погляди найточніше було б визначити як віру в творчу революцію». Він попросив у жодному разі не припускати, що він дотримувався вірувань тієї чи іншої релігійної організації, і щоб жоден пам'ятник йому не «був у формі хреста чи будь-якого іншого інструменту для тортур або символу кривавих жертв».
Шоу підтримував ідею расової рівності та змішаних шлюбів між людьми різних рас. Попри задеклароване бажання не засуджувати Гітлера, він назвав антисемітизм «ненавистю з боку лінивого, тупого і мерзенного неєврея на адресу єврея, що, навчений скрутою використовувати свої мізки вповні, бере над ним гору в бізнесі». 1932 року в тижневику Єврейська хроніка він писав: «У кожній країні можна знайти навіжених, які мають фобії щодо євреїв, єзуїтів, вірмен, негрів, масонів, ірландців, або просто чужинців. І політичні партії не від того, щоб використати ці страхи і заздрощі».
1903 року Шоу вступив у суперечку щодо вакцинації проти віспи. Він назвав вакцинацію «винятково брудною відьомською штукою». На його думку, кампанії з імунізації були дешевою і нерівноцінною заміною гідної програми житла для незаможних, яка б стала способом викорінення віспи та інших інфекційних захворювань. Шоу захоплювався транспортом. Він публікував статті про подорожі, робив фотознімки під час подорожей і надсилав нотатки до Королівського автомобільного клубу.
Все своє свідоме життя Шоу наполягав, щоб його називали «Бернард Шоу», а не «Джордж Бернард Шоу», але сам же й вносив плутанину тим, що підписував твори повними ініціалами G.B.S. і часто підписувався «G. Bernard Shaw». В заповіті він розпорядився, щоб його виконавець (державна довірена особа) видавав ліцензію на видання його творів тільки під ім'ям Бернард Шоу. Дослідники Шоу, зокрема Ірвайн, Джудіт Еванс, Голройд, Лоренс і Вайнтрауб, а також багато видавців поважали таке бажання письменника, утім були й винятки, зокрема, видавництво «Кембридж Юніверсіті прес» з його Кембриджським довідником про Джорджа Бернарда Шоу 1988 року.

## Спадщина і вплив

### Театр
Oxford Encyclopedia of Theatre (2003)
Шоу не став засновником власної драматичної школи, але Кроуфорд твердить, що сьогодні «ми визнаємо [його] другим після Шекспіра в британській театральній традиції … прибічником театру ідей» який завдав смертельного удару мелодрамі 19 століття. За словами Лоуренса, Шоу започаткував «розумний» театр, де глядачам доводилось думати, і тим самим проклав шлях новому поколінню драматургів 20-го століття від Голсуорсі до Пінтера.
Кроуфорд перелічує багатьох драматургів, хто в своїй творчості чимось завдячує Шоу. Зокрема, серед сучасників Шоу він називає Ноела Коварда, який за основу своєї ранньої комедії Молода думка взяв Поживемо — побачимо, і в наступних п'єсах взорувався на пізніші твори Шоу. Т. С. Еліот, аж ніяк не шанувальник Шоу, зізнався, що на епілог Вбивства в соборі, де вбивці Бекета пояснюють глядачам свої дії, можливо, вплинула Свята Жанна. Критик Ерік Бентлі зауважив, що пізніша п'єса Еліота Особистий секретар «мала всі ознаки шовіанізму …[але] без переваг справжнього Бернарда Шоу». З-поміж сучасних британських авторів, Кроуфорд називає Тома Стоппарда «найбільш шовіанським із сучасних драматургів». Шовіанський «Серйозний фарс» триває у творах сучасників Стоппарда Алана Ейкборна, Генрі Лівінґса і Пітера Ніколса.
Вплив Шоу перетнув Атлантичний океан ще на початках. Бернард Дукор зазначає, що в Америці він досягнув успіху як драматург на десять років раніше, ніж у Великій Британії. З-поміж багатьох американських письменників, які прямо запозичили щось із творчості Шоу, Юджин О'Нілл став його прихильником у сімнадцять років, прочитавши Квінтесенцію Ібсенізму. Серед інших американських драматургів, яким Шоу «відчинив двері, ввімкнув світло і розширив горизонти», Дукор і Елмер Райс називають Вільяма Сарояна, який добре розумів Шоу, як «індивідуаліста, що готовий воювати проти філістимлян», і С. Н. Бермана, який, надихнувшись відвідинами вистави Цезар і Клеопатра, і сам став писати для театру: «Я подумав, що охоче готовий писати подібні п'єси».
1976 року Т. Ф. Еванс написав, що Шоу не мав собі рівних за життя, і після смерті є провідним англомовним драматургом 20-го століття і майстром прози. Натомість наступного року драматург Джон Осборн різко розкритикував театрального критика Гардіан Майкла Біллінґтона за те, що той назвав Шоу «найвидатнішим британським драматургом від часів Шекспіра». Осборн відповів, що Шоу це «найбільш шахрайський, нездарний письменник вікторіанських мелодрам, що пошив у дурні невпевненого критика або обвів навколо пальця тупу публіку». Попри таку ворожість, у деяких п'єсах Осборна Кроуфорд впізнає вплив Шоу і доходить висновку, що хоча твори останнього не є ані наслідуванням, ані похідником, та цієї подібності досить, щоб класифікувати Осборна як спадкоємця Шоу.
У своєму дослідженні 1983 року Р. Дж. Кауфман припускає, що Шоу був ключовим попередником — «хрещений батько, якщо не вимогливий батько родини» — театру абсурду. Ще два аспекти театральної спадщини Шоу, на які звертає увагу Кроуфорд: його опозиція сценічній цензурі, з якою, нарешті, покінчено 1968 року, і його багаторічні зусилля зі створення Національного театру. Частиною цієї кампанії стала коротка п'єса 1910 року Смаглява леді сонетів, у якій Шекспір звертається до Єлизавети першої з проханням про пожертвування на користь театру.
У статті для The New Statesman 2012 року Деніел Джейнс зазначив, що репутація Шоу занепала до часу 150-ї річниці з дня народження, яка припала на 2006 рік, але згодом великою мірою відновилась. На думку Джейнса, багато нинішніх постановок основних творів Шоу показують «майже безмежну актуальність» драматурга. Того ж року Марк Лоусон написав у «Гардіан», що етичні проблеми, які підіймав Шоу, є актуальними для сучасної аудиторії, і роблять його, поряд з Ібсеном, на якого він сам взорувався, одним із найпопулярніших драматургів сучасного британського театру.

### Загалом
У 1940-х роках письменник Гаролд Ніколсон радив Національному трасту не приймати в спадок Закуток Шоу, передбачаючи, що через 50 років про письменника зовсім забудуть. Тим часом величезний культурний спадок Шоу, для якого вживають означення «шовіанський», витримав випробування часом і ним опікуються численні Товариства Шоу в різних куточках світу. Перше товариство засновано 1941 року в Лондоні, і воно існує дотепер. Воно організовує зустрічі та події, й публікує регулярний бюлетень The Shavian. Товариство Шоу Америки розпочало свою діяльність у червні 1950 року. Воно зникло в 1970-х роках, але його журнал, яким заопікувалось Penn State University Press, і далі виходив до 2004 року під назвою Shaw: The Annual of Bernard Shaw Studies. Друга американська організація «The Bernard Shaw Society», заснована 1951 року, все ще діяла станом на 2016 рік. 2002 року засновано The International Shaw Society, яке регулярно виступає спонсором шовіанських симпозіумів і конференцій у Канаді, США та інших країнах. Відтоді засновано товариства в Японії та Індії.
Окрім зібрання музичної критики, Шоу залишив різноманітну музичну спадщину, не всю за власним бажанням. Хоча він і не дуже хотів, щоб його твори адаптували для музичного театру («мої п'єси кладуться на власну словесну музику»), дві його п'єси перетворено на музичні комедії: Зброя і людина стала основою Шоколадного солдата 1908 року на музику Оскара Штрауса, і Пігмаліон адаптований 1956 року під назвою Моя чарівна леді (лібрето і тексти пісень — Алана Джея Лернера і музика — Фредеріка Лоу. Хоча Шоу і високо цінував Елґара, він відхилив прохання композитора про лібрето для опери, але дуже допоміг переконати BBC, щоб ті замовили його Симфонії №3, і йому було присвячено Сюїту Северна (1930).
Місце політичної спадщини Шоу залишається непевним. 1921 року колишній співавтор Шоу Вільям Арчер у листі до драматурга писав: «Маю сумнів, що є ще хоча б один приклад людини, яку так багато читають, чують, бачать і знають як Вас, і котра б мала такий незначний вплив на своє покоління». Маргарет Коул, яка вважала Шоу найвидатнішим письменником свого часу, визнавала, що ніколи не розуміла його. Вона вважала, що він «надзвичайно важко» працює в політиці, але, по суті, припускає, що то було задля розваги — «розвага чудового митця». Після смерті Шоу Пірсон написав: «ніхто від часів Тома Пейна так сильно не вплинув на соціальне і політичне життя свого часу і країни, як Бернард Шоу».
У некролозі Шоу видання Times Literary Supplement підсумувало:

Він не був творцем ідей. Він невтомно їх запозичував і адаптував, вмів незрівнянно жонглювати думками попередників. Ніцше, Семюель Батлер («Еревон»), Маркс, Шеллі, Блейк, Діккенс, Вільям Морріс, Раскін, Бетховен і Вагнер – усіх їх він трактував правильно і неправильно. Схиляючи на службу їм усі здібності могутнього розуму, завдяки невгасимій дотепності та кожній витівці з аргументами, він ніс їхні думки так далеко, як було можливо — так далеко за межі їхнього джерела, що ми сприймаємо їх як щойно створені. 
Оригінальний текст (англ.)
[He was no originator of ideas. He was an insatiable adopter and adapter, an incomparable prestidigitator with the thoughts of the forerunners. Nietzsche, Samuel Butler (Erewhon), Marx, Shelley, Blake, Dickens, William Morris, Ruskin, Beethoven and Wagner all had their applications and misapplications. By bending to their service all the faculties of a powerful mind, by inextinguishable wit, and by every artifice of argument, he carried their thoughts as far as they would reach—so far beyond their sources that they came to us with the vitality of the newly created.] Помилка: {{Lang}}: текст вже має курсивний шрифт (допомога)

## Перелік творів
| Рік написання | Назва                                        | Рік видання                       |
| ------------- | -------------------------------------------- | --------------------------------- |
| 1878          | Паперові ноги                                | Не видано                         |
| 1878          | «Моя люба Дорога…»                           | 1906                              |
| 1879          | Недосвідченість                              | 1930                              |
| 1880          | Ірраціональний зв'язок                       | 1905                              |
| 1881          | Кохання серед артистів                       | 1900                              |
| 1882          | Професія Кешія Байрона                       | 1901                              |
| 1883          | Нетовариський соціаліст                      | 1887                              |
| 1884          | Маніфест                                     | 1884                              |
| 1884          | Un Petit Drame                               | 1959                              |
| 1884–92       | Будівлі вдівця                               | 1893                              |
| 1885          | «Чудесна помста»                             | 1906                              |
| 1885          | До економних поміщиків і капіталістів        | 1885                              |
| 1887          | Правильна радикальна програма                | 1887                              |
| 1887–88       | Незакінчена новела                           | 1958                              |
| 1889          | Фабіанські риси в соціалізмі                 | 1889                              |
| 1890          | Що таке соціалізм                            | 1890                              |
| 1890          | Ібсен                                        | 1970                              |
| 1891          | Квінтесенція ібсенізму                       | 1891                              |
| 1892          | Фабіанський електронний маніфест             | 1892                              |
| 1892          | Фабіанська спільнота: що це таке             | 1892                              |
| 1892          | «Голосуй! Голосуй! Голосуй!»                 | 1892                              |
| 1893          | Неможливість анархізму                       | 1892                              |
| 1893          | Серцеїд                                      | 1898                              |
| 1893          | Професія місіс Уорен                         | 1898                              |
| 1893–94       | Зброя та людина                              | 1898                              |
| 1894          | План трудової компанії                       | 1894                              |
| 1894          | Кандіда                                      | 1898                              |
| 1895          | Людина долі                                  | 1898                              |
| 1895          | Здоровий глузд мистецтва                     | 1895                              |
| 1895–96       | Ти не можеш розповісти                       | 1898                              |
| 1896          | Учень диявола                                | 1901                              |
| 1898          | Досконалий вагнеріанець                      | 1898                              |
| 1898          | Цезар і Клеопатра                            | 1901                              |
| 1899          | Звернення капітана Брасбаунда                | 1901                              |
| 1900          | Фабіанізм і імперія: маніфест                | 1900                              |
| 1900          | Жінки як радники                             | 1900                              |
| 1901          | Соціалізм для мільйонерів                    | 1901                              |
| 1901          | Чудовий Бешвіль                              | 1901                              |
| 1901–02       | Людина й надлюдина                           | 1903                              |
| 1904          | Інший острів Джона Буля                      | 1907                              |
| 1904          | Як він брехав її чоловіку                    | 1907                              |
| 1904          | Сенс муніципальної торгівлі                  | 1908                              |
| 1905          | Майор Барбара (play)                         | 1907                              |
| 1905          | Пристрасть, отрута, і заціпеніння            | 1905                              |
| 1906          | Лікар перед дилемою                          | 1911                              |
| 1907          | Антракт у будинку розваг                     | 1927                              |
| 1907–08       | Одруження                                    | 1911                              |
| 1909          | Про постріл Бланко                           | 1911                              |
| 1909          | Проблиск реальності (play)                   | 1926                              |
| 1909          | Чарівний підкидьок                           | 1926                              |
| 1909          | Нерівний шлюб                                | 1914                              |
| 1910          | Смаглява леді сонетів                        | 1914                              |
| 1910–11       | Перша п'єса Фанні                            | 1914;                             |
| 1912          | Андрокл і лев                                | 1916                              |
| 1912          | Анульовано!                                  | 1916                              |
| 1912          | Пігмаліон                                    | 1916                              |
| 1913          | Обов'язок краси                              | 1932                              |
| 1913          | Катерина Велика: Кому досі вклоняється слава | 1919                              |
| 1915          | О'флахерти В. С.                             | 1919                              |
| 1916          | Августус виконує свою частину діла           | 1919                              |
| 1916–17       | Дім розбитих сердець                         | 1919                              |
| 1917          | Ганна Жанська, більшовицька імператриця      | 1919                              |
| 1918–20       | Назад до Метнуселаху                         | 1921; rev. 1930, 1945             |
| 1919          | Настанови Конференції миру                   | 1919                              |
| 1923          | Свята Іоанна                                 | 1924                              |
| 1928          | Візок з яблуками                             | 1930                              |
| 1929          | Ліга націй                                   | 1929                              |
| 1931–34       | Мільйонерка                                  | 1936                              |
| 1932          | Пригоди чорної дівчинки в її пошукові Бога   | 1932                              |
| 1932          | Логічне обґрунтовування вчинків влади Росії  | 1964                              |
| 1933          | Майбутнє політичної науки Америки            | 1933                              |
| 1933          | На каменях                                   | 1934                              |
| 1934          | Шестеро з Кале                               | 1936                              |
| 1936          | Артур і ацетон (playlet)                     | 1936                              |
| 1936          | Женева                                       | 1939; rev. 1939, 1940, 1946, 1947 |
| 1936–47       | Життєрадісні мільярди                        | 1949                              |
| 1938–39       | У золоті дні доброго короля Карла            | 1939; rev. 1947                   |
| 1948          | Небилиці                                     | 1951                              |
| 1949          | Шекс проти Шо                                | 1950                              |
| 1950          | Чом би їй це не зробити                      | 1960                              |

## Вшанування пам'яті
- У містах Амстердам, Дрезден, Париж є вулиця Бернарда Шоу[джерело?].
- Алея Бернарда Шоу у місті Валанс[джерело?].

До 26 липня 2024 року у місті Кривий Ріг існувала вулиця Бернарда Шоу: 26 липня 2024 року її перейменували на вулицю Миколи Пимоненка..